# Список Героев Советского Союза (Беларусь)
Геро́й Сове́тского Сою́за — высшая степень отличия СССР. Почётное звание, которого удостаивали за совершение подвига или выдающихся заслуг во время боевых действий, а также, в виде исключения, и в мирное время.
Звание впервые установлено Постановлением ЦИК СССР от 16 апреля 1934 года, дополнительный знак отличия для Героя Советского Союза — медаль «Золотая Звезда» — учреждена Указом Президиума Верховного Совета СССР от 1 августа 1939 года. Звание могло присуждаться несколько раз. Всего три человека являются трижды Героями и только два — четырежды. Семь человек-уроженцев Беларуси являются дважды Героями. Кроме них, после войны звание Героя Социалистического Труда было присвоено двум людям: Кириллу Орловскому и Петру Машерову.
|                             | [Файл ]                  |
| Павел Емельянович Куприянов | Сергей Иванович Грицевец |

 Портнова Зинаида Мартыновна 
Казей Марат Иванович 
Котик Валентин Александрович 
Голиков Леонид Александрович 
Зенкина Валентина Ивановна 
Кошевой Олег Васильевич 
В настоящем списке представлены в алфавитном порядке Герои Советского Союза, родившиеся в Беларуси. Список содержит информацию о национальности награждённого, современной области Республики Беларусь, в которой сейчас находится место рождения награждённого, дате Указа о присвоении звания, роде войск, должности, воинском звании Героя на время присвоения звания, годах жизни с указанием дат по старому и новому стилям (где требуется). В отдельных таблицах приводятся дважды награждённые, а также город-герой и крепость-герой.
Первыми награждёнными являются Николай Селицкий и Павел Куприянов (участники Гражданской войны в Испании; звание присвоено посмертно 31 декабря 1936 года), первым, кто был удостоен награды дважды как в Беларуси, так и во всём СССР, является Сергей Грицевец (участник Гражданской войны в Испании, боях на Халхин-Голе; первый раз звание присвоено 22 февраля 1939 года).
Наибольшее количество награждённых было за Великую Отечественную войну (насчитывают 448 белорусов и уроженцев Беларуcи). Первыми награждённым-уроженцем Беларуси стал лётчик-истребитель Алексей Антоненко, первым беларусом по происхождению — лётчик-бомбардировщик Николай Гастелло. В двух семьях было награждено два человека (братья Вайнрубы и братья Лизюковы).
 Серым цветом в таблице выделены Герои, погибшие или пропавшие без вести во время войн. 

## Дважды Герои Советского Союза
| № п/п | Фото       | Фамилия Имя Отчество          | Националь ность | Место рождения                                           | Дата Указа                       | Род войск            | Должность                     | Звание                    | Период                      | Годы жизни                                                 | Страница на сайте «Герои страны» |
| ----- | ---------- | ----------------------------- | --------------- | -------------------------------------------------------- | -------------------------------- | -------------------- | ----------------------------- | ------------------------- | --------------------------- | ---------------------------------------------------------- | -------------------------------- |
| 1     |            | Головачёв Павел Яковлевич     | белорус         | деревня Кошелёво Буда-Кошелёвский р-н Гомельской области | 1.11 1943                        | авиация              | командир звена                | гвардии старший лейтенант | Великая Отечественная война | 2 (15) декабря 1917 года — 2 июля 1972 года                | 495                              |
| 1     | 29.06 1945 | Головачёв Павел Яковлевич     | белорус         | деревня Кошелёво Буда-Кошелёвский р-н Гомельской области | заместитель командира эскадрильи | авиация              | гвардии капитан               |                           | Великая Отечественная война | 2 (15) декабря 1917 года — 2 июля 1972 года                | 495                              |
| 2     |            | Грицевец Сергей Иванович      | белорус         | деревня Боровцы Барановичский район Брестской области    | 22.02 1939                       | авиация              | командир эскадрильи           | майор                     | Гражданская война в Испании | 6 (19) июля 1909 года — 16 сентября 1939 года              | 1080                             |
| 2     | 29.08 1939 | Грицевец Сергей Иванович      | белорус         | деревня Боровцы Барановичский район Брестской области    | командир группы                  | авиация              | Бои на Халхин-Голе            | майор                     |                             | 6 (19) июля 1909 года — 16 сентября 1939 года              | 1080                             |
| 3     |            | Гусаковский Иосиф Ираклиевич  | белорус         | деревня Вородьков Кричевский район Могилёвской области   | 23.09 1944                       | Бронетанковые войска | командир бригады              | гвардии полковник         | Великая Отечественная война | 12 (25) декабря 1904 года — 20 февраля 1995 года           | 1229                             |
| 3     | 6.04 1945  | Гусаковский Иосиф Ираклиевич  | белорус         | деревня Вородьков Кричевский район Могилёвской области   |                                  | Бронетанковые войска | командир бригады              | гвардии полковник         | Великая Отечественная война | 12 (25) декабря 1904 года — 20 февраля 1995 года           | 1229                             |
| 4     |            | Климук Пётр Ильич             | белорус         | деревня Комаровка Брестский район Брестской области      | 28.12 1973                       |                      | командир космического корабля | подполковник              | Исследование космоса        | род. 10 июля 1942 года                                     | 1309                             |
| 4     | 27.07 1975 | Климук Пётр Ильич             | белорус         | деревня Комаровка Брестский район Брестской области      | полковник                        |                      | командир космического корабля |                           | Исследование космоса        | род. 10 июля 1942 года                                     | 1309                             |
| 5     |            | Ковалёнок Владимир Васильевич | белорус         | деревня Белое Крупский район Минской области             | 02.11 1978                       |                      | командир космического корабля | полковник                 | Исследование космоса        | род. 3 марта 1942 года                                     | 842                              |
| 5     | 26.05 1981 | Ковалёнок Владимир Васильевич | белорус         | деревня Белое Крупский район Минской области             |                                  |                      | командир космического корабля | полковник                 | Исследование космоса        | род. 3 марта 1942 года                                     | 842                              |
| 6     |            | Шутов Степан Фёдорович        | белорус         | деревня Дворец Глусский район Могилёвской области        | 10.01 1944                       | Бронетанковые войска | заместитель командира корпуса | гвардии полковник         | Великая Отечественная война | 17 (30) января 1902 года — 17 апреля 1963 года             | 371                              |
| 6     | 13.09 1944 | Шутов Степан Фёдорович        | белорус         | деревня Дворец Глусский район Могилёвской области        |                                  | Бронетанковые войска | заместитель командира корпуса | гвардии полковник         | Великая Отечественная война | 17 (30) января 1902 года — 17 апреля 1963 года             | 371                              |
| 7     |            | Якубовский Иван Игнатьевич    | белорус         | деревня Зайцево Горецкий район Могилёвской области       | 10.01 1944                       | Бронетанковые войска | командир бригады              | полковник                 | Великая Отечественная война | 25 декабря 1911 года (7 января 1912) — 30 ноября 1976 года | 370                              |
| 7     | 23.09 1944 | Якубовский Иван Игнатьевич    | белорус         | деревня Зайцево Горецкий район Могилёвской области       | командир корпуса                 | Бронетанковые войска |                               | полковник                 | Великая Отечественная война | 25 декабря 1911 года (7 января 1912) — 30 ноября 1976 года | 370                              |

! width="2%"|№
п/п
! width="3%"|Фото
! width="15%"|Фамилия
Имя Отчество
! width="3%"|Националь
ность
! width="20%"|Место
рождения
! width="5%"|Дата
Указа
! width="5%"|Род
войск
! width="14%"|Должность
! width="5%"|Звание
! width="20%"|Годы жизни
! width="8%"|Страница на сайте 
«Герои страны»
|-
|colspan="11"|Гражданская война в Испании 
|-bgcolor=#D5D5D5
|1
|| 
|| Ковров
Фёдор Кузьмич
|| белорус
|| деревня Посудьево
Дубровенский район
Витебской области
|| 28.10
1937
|| 
|| командир танка
|| младший командир
|| 1912 год — 9 июля 1937 года
| align=center |4586
|-bgcolor=#D5D5D5
|2
|| 
|| Куприянов
Павел Емельянович
|| белорус
|| деревня Старинцы
Полоцкий район
Витебской области
|| 31.12
1936
|| 
|| командир танка
|| младший командир
|| 1908 год — 8 ноября 1936 года
| align=center |5797
|-bgcolor=#D5D5D5
|3
|| 
|| Селицкий
Николай Александрович
|| поляк
|| город Минск
|| 31.12
1936
|| 
|| командир взвода
|| лейтенант
|| 23 марта (5 апреля) 1907 года — 29 октября 1936 года
| align=center |5796
|-bgcolor=#D5D5D5
|4
|| 
|| Склезнёв
Георгий Михайлович
|| белорус
|| город Гомель
|| 27.06
1937
|| 
|| командир взвода
|| лейтенант
|| 7 (20) января 1911 года — 12 февраля 1937 года
| align=center |5802
|-
|colspan="11"|Освоение Арктики 
|-
|1
|| 
|| Мазурук
Илья Павлович
|| белорус
|| город Брест
|| 27.06
1937
|| 
|| командир самолёта
||
|| 7 (20) июля 1906 года — 2 января 1989 года
| align=center |575
|-
|2
|| 
|| Недзвецкий
Иосиф Маркович
|| белорус
|| город Могилёв
|| 3.02
1940
||
|| машинист ледокола
||
|| 10 (23) июня 1908 года — 31 декабря 1949 года
| align=center |2716
|-
|3
|| 
|| Шмидт
Отто Юльевич
|| немец
|| город Могилёв
|| 27.06
1937
||
|| начальник экспедиции «Северный полюс»
||
|| 18 (30) сентября 1891 года — 7 сентября 1956 года
| align=center |806
|-
|4
|| 
|| Соболевский
Александр Петрович
|| русский
|| город Городок
|| 3.02
1940
|| 
|| врач
||
|| 17 (30) августа 1905 года — 12 января 1988 года
| align=center |3594
|-
|colspan="11"|Японо-китайская война (1937—1945) 
|-
|1
|| 
|| Благовещенский
Алексей Сергеевич
|| белорус
|| город Брест
|| 14.11
1938
|| 
|| командир эскадрильи
|| капитан
|| 5 (18) октября 1909 года — 24 мая 1994 года
| align=center | 1915
|-
|2
|| 
|| Николаенко
Евгений Макарович
|| белорус
|| деревня Удога
Чериковский район
Могилёвской области
|| 22.02
1939
|| 
|| командир группы
|| капитан
|| 4 (17) сентября 1905 года — 16 апреля 1961 года
| align=center | 2134
|-
|colspan="11"|Советско-финская война (1939—1940) 
|-
|1
|| 
|| Валентик
Дмитрий Данилович
|| белорус
|| деревня Райково
Полоцкий район
Витебской области
|| 7.05
1940
|| 
|| командир полка
|| подполковник
|| 10 (23) февраля 1907 года — 30 марта 1969 года
| align=center |5584
|-bgcolor=#D5D5D5
|2
|| 
|| Волк
Борис Васильевич
|| русский
|| Витебская область
|| 15.01
1940
|| 
|| командир башни танка
|| младший командир
|| 1917 год — 13 декабря 1939 года
| align=center | 5296
|-
|3
|| 
|| Гармоза
Михаил Михайлович
|| белорус
|| деревня Чапля
Дзержинский район
Минской области
|| 21.04
1940
|| 
|| наводчик орудия
|| рядовой
|| 6 (19) августа 1917 года — 24 июня 1985 года
| align=center | 5586
|-bgcolor=#D5D5D5
|4
|| 
|| Елейников
Степан Ефимович
|| белорус
|| город Минск
|| 7.04
1940
|| 
|| помощник начальника штаба
|| лейтенант
|| 1907 год — 26 января 1940 года
| align=center |5713
|-
|5
|| 
|| Кирпичёв
Илларион Павлович
|| русский
|| деревня Яковлевичи
Оршанский район
Витебской области
|| 21.03
1940
|| 
|| командир танка
|| младший командир
|| 8 (21) октября 1914 года — 10 февраля 1999 года
| align=center |5325
|-
|6
|| 
|| Кобзун
Иван Михайлович
|| белорус
|| деревня Барсуки
Верхнедвинский район
Витебской области
|| 26.04
1940
|| 
|| командир взвода
|| лейтенант
|| 11 (24) ноября 1902 года — 1942 год
| align=center |2243
|-
|7
|| 
|| Кондратьев
Пётр Васильевич
|| русский
|| город Витебск
|| 21.04
1940
|| 
|| помощник командира полка
|| капитан
|| 7 (20) июня 1909 года — 1 июня 1943 года
| align=center |5486
|-bgcolor=#D5D5D5
|8
|| 
|| Кучерявый
Виктор Дмитриевич
|| белорус
|| город Чериков
|| 7.04
1940
|| 
|| инструктор политотдела
|| старший политрук
|| 19 апреля (1 мая) 1898 года — 12 февраля 1940 года
| align=center |5701
|-
|9
|| 
|| Максименя
Иосиф Маркович
|| белорус
|| деревня Старина
Копыльский район
Минской области
|| 7.04
1940
|| 
|| стрелок
|| рядовой
|| 3 (16) августа 1912 года — 15 августа 1964 года
| align=center |5352
|-
|10
|| 
|| Матрунчик
Иосиф Васильевич
|| белорус
|| деревня Кайково
Минский район
Минской области
|| 20.05
1940
|| 
|| командир эскадрильи
|| капитан
|| 8 (21) января 1903 года — 9 мая 1945 года
| align=center |5377
|-
|11
|| 
|| Олейников
Павел Романович
|| русский
|| деревня Таль
Любанский район
Минской области
|| 7.04
1940
|| 
|| командир отделения
|| младший командир
|| 1917 год — 18 февраля 1945 года
| align=center |5368
|-
|12
|| 
|| Пинчук
Григорий Сергеевич
|| белорус
|| г. п. Лоев
Лоевский район
Гомельской области
|| 7.02
1940
|| 
|| командир самолёта
|| лейтенант
|| 22 декабря 1911 года (4 января 1912) — 14 мая 1944 года
| align=center |2600
|-bgcolor=#D5D5D5
|13
|| 
|| Рапейко
Максим Осипович
|| еврей
|| город Полоцк
|| 21.03
1940
|| 
|| командир батальона
|| капитан
|| 1907 год — 25 февраля 1940 года
| align=center |5591
|-
|14
|| 
|| Синютин
Николай Петрович
|| русский
|| город Речица
|| 7.04
1940
|| 
|| командир батальона
|| старший лейтенант
|| 13 (26) октября 1911 года — 5 ноября 1941 года
| align=center |5516
|-
|15
|| 
|| Соломоников
Иван Михайлович
|| белорус
|| деревня Требухи
Могилёвский район
Могилёвской области
|| 15.01
1940
|| 
|| стрелок
|| рядовой
|| 20 февраля 1918 года — 24 октября 1944 года (пропал без вести)
| align=center |5304
|-bgcolor=#D5D5D5
|16
|| 
|| Телешев
Андрей Григорьевич
|| белорус
|| деревня Колесянка
Чаусский район
Могилёвской области
|| 7.04
1940
|| 
|| командир роты
|| гвардии старший лейтенант
|| 1906 год — 14 февраля 1940 года
| align=center |5779
|-bgcolor=#D5D5D5
|17
|| 
|| Турцевич
Николай Фёдорович
|| белорус
|| деревня Колбасичи
Калинковичский район
Гомельской области
|| 7.04
1940
|| 
|| командир взвода
|| лейтенант
|| 1914 год — 14 февраля 1940 года
| align=center |5780
|-
|18
|| 
|| Черняк
Степан Иванович
|| белорус
|| деревня Черневичи
Борисовский район
Минской области
|| 7.04
1940
|| 
|| командир дивизии
||
|| 4 (16) декабря 1899 года — 21 июля 1976 года
| align=center |2250
|-
|colspan="11"|Великая Отечественная война 
|-bgcolor=#D5D5D5
|1
|| 
|| Абазовский
Константин Антонович
|| белорус
|| деревня Обухово
Бешенковичский район
Витебской области
|| 26.10
1944
|| 
|| командир звена
|| лейтенант
|| 1 октября 1919 года — 26 октября 1944 года
| align=center | 4679
|-
|2
|| 
|| Абрамчук
Николай Иванович
|| русский
|| деревня Романовка
Волковысский район
Гродненской области
|| 9.10
1943
|| 
|| командир эскадрильи
|| капитан
|| 7 (20) ноября 1912 года — 1 февраля 1974 года
| align=center | 1328
|-
|3
|| 
|| Авдеев
Михаил Васильевич
|| белорус
|| деревня Городец
Горецкий район
Могилёвской области
|| 9.10
1943
|| 
|| командир эскадрильи
|| гвардии капитан
|| 2 (15) сентября 1913 года — 22 июня 1979 года
| align=center | 3304
|-bgcolor=#D5D5D5
|4
|| 
|| Авеков
Иван Авдеевич
|| белорус
|| станция Осиновка
Дубровенский район
Витебской области
|| 24.08
1943
|| 
|| командир эскадрильи
|| капитан
|| 19 мая 1919 года — 17 апреля 1943 года
| align=center | 10175
|-
|5
|| 
|| Аверченко
Николай Иванович
|| белорус
|| деревня Моисеенки
Городокский район
Витебской области
|| 15.05
1946
|| 
|| командир орудия
|| старший сержант
|| 18 декабря 1922 года — 3 июля 1960 года
| align=center | 9134
|-
|6
|| 
|| Авхачёв
Федос Михайлович
|| белорус
|| деревня Мошевое
Костюковичский район
Могилёвской области
|| 15.05
1946
|| 
|| командир батальона
|| майор
|| 4 (17) сентября 1909 года — 17 ноября 1993 года
| align=center |
|-bgcolor=#D5D5D5
|7
|| 
|| Азаров
Семён Иванович
|| белорус
|| деревня Вилейка
Чаусский район
Могилёвской области
|| 22.02
1943
|| 
|| командир полка
|| подполковник
|| 18 (31) января 1909 года — 8 мая 1942 года
| align=center |3703
|-
|8
|| 
|| Азончик
Александр Семёнович
|| белорус
|| деревня Яцкевичи
Мядельский район
Минской области
|| 1.01
1944
|| 
|| командир партизанского отряда
||
|| 28 июля (10 августа) 1908 года — 8 февраля 1995 года
| align=center |10756
|-bgcolor=#D5D5D5
|9
|| 
|| Акуционок
Пётр Антонович
|| белорус
|| г. п. Шумилино
Шумилинский район
Витебской области
|| 31.10
1943
|| 
|| командир взвода
|| младший лейтенант
|| 25 марта 1923 года — 15 октября 1943 года
| align=center |5241
|-
|10
|| 
|| Алейников
Сергей Петрович
|| белорус
|| деревня Затишье
Могилёвский район
Могилёвской области
|| 19.08
1944
|| 
|| штурман полка
|| гвардии майор
|| 1 (14) февраля 1909 года — 19 сентября 1983 года
| align=center |4248
|-bgcolor=#D5D5D5
|11
|| 
|| Алексеев
Иван Епифанович
|| русский
|| город Полоцк
|| 4.02
1943
|| 
|| командир бригады
|| гвардии полковник
|| 1 (14) апреля 1909 года — 15 января 1943 года
| align=center |9768
|-
|12
|| 
|| Алехнович
Антон Адамович
|| белорус
|| деревня Доброводка
Смолевичский район
Минской области
|| 19.08
1944
|| 
|| заместитель командира эскадрильи
|| гвардии майор
|| 20 марта (2 апреля) 1914 года — 29 декабря 1979 года
| align=center |8210
|-bgcolor=#D5D5D5
|13
|| 
|| Алешкевич
Степан Филимонович
|| белорус
|| деревня Перевоз
Березинский район
Минской области
|| 13.09
1944
|| 
|| войсковый разведчик
|| рядовой
|| 1910 год — 4 мая 1944 года
| align=center |13447
|-
|14
|| 
|| Алисейко
Владимир Титович
|| белорус
|| деревня Косетов
Калинковичский район
Гомельской области
|| 10.01
1944
|| 
|| командир сапёрного взвода
|| старший сержант
|| 22 февраля 1921 год — 9 мая 1981 года
| align=center |
|-
|15
|| 
|| Ананьев
Мартын Алексеевич
|| русский
|| деревня Исайки
Городокский район
Витебской области
|| 3.06
1944
|| 
|| парторг роты
|| старший сержант
|| 14 (27) апреля 1900 года — 11 апреля 1982 года
| align=center |4739
|-bgcolor=#D5D5D5
|16
|| 
|| Анищенко
Сергей Петрович
|| белорус
|| деревня Степы
Жлобинский район
Гомельской области
|| 24.03
1945
|| 
|| стрелок
|| рядовой
|| 20 апреля 1923 года — 31 июля 1944 года
| align=center |
|-bgcolor=#D5D5D5
|17
|| 
|| Анташкевич
Фёдор Кузьмич
|| белорус
|| деревня Козигорка
Толочинский район
Витебской области
|| 10.04
1945
|| 
|| командир орудия
|| гвардии старший сержант
|| 1922 год — 4 марта 1945 года
| align=center |
|-bgcolor=#D5D5D5
|18
|| 
|| Антоненко
Алексей Касьянович
|| русский
|| деревня Васьковичи
Славгородский район
Могилёвской области
|| 14.07
1941
|| 
|| заместитель командира эскадрильи
|| капитан
|| 10 (23) февраля 1911 года — 25 июля 1941 года
| align=center |541
|-bgcolor=#D5D5D5
|19
|| 
|| Антонов
Михаил Моисеевич
|| белорус
|| город Костюковичи
|| 27.08
1943
|| 
|| командир взвода
|| старший лейтенант
|| 11 марта 1923 года — 4 августа 1943 года
| align=center |9865
|-
|20
|| 
|| Архипенко
Фёдор Фёдорович
|| белорус
|| деревня Авсимовичи
Бобруйский район
Могилёвской области
|| 27.06
1945
|| 
|| помощник командира полка
|| гвардии майор
|| 30 октября 1921 года — 28 декабря 2012 года
| align=center |1513
|-
|21
|| 
|| Банкузов
Анатолий Иванович
|| белорус
|| деревня Мхиничи
Краснопольский район
Могилёвской области
|| 5.05
1945
|| 
|| командир полка
|| гвардии полковник
|| 2 (15) января 1917 года — 23 мая 1980 года
| align=center |10807
|-
|22
|| 
|| Басенков
Пётр Харитонович
|| белорус
|| деревня Вылево
Добрушский район
Гомельской области
|| 24.03
1945
|| 
|| механик-водитель
|| старший сержант
|| 13 (26) ноября 1908 года — 24 июля 1969 года
| align=center |10811
|-
|23
|| 
|| Баталов
Григорий Михайлович
|| белорус
|| город Витебск
|| 26.10
1943
|| 
|| командир полка
|| гвардии майор
|| 15 (28) января 1915 года — 19 сентября 1988 года
| align=center |4968
|-bgcolor=#D5D5D5
|24
|| 
|| Батраков
Михаил Григорьевич
|| белорус
|| деревня Радуга
Ветковский район
Гомельской области
|| 24.03
1945
|| 
|| командир роты
|| старший лейтенант
|| 5 августа 1922 года — 16 января 1945 года
| align=center |10827
|-
|25
|| 
|| Бахарев
Пётр Михайлович
|| русский
|| деревня Гриневичи
Логойский район
Минской области
|| 15.01
1944
|| 
|| комсорг батальона
|| гвардии лейтенант
|| 7 января 1920 года — 5 ноября 1986 года
| align=center |
|-
|26
|| 
|| Белый
Андрей Анисимович
|| белорус
|| деревня Новинки
Калинковичский район
Гомельской области
|| 30.10
1943
|| 
|| командир взвода
|| младший лейтенант
|| 17 июня 1922 года — 17 июня 2011 года
| align=center |7818
|-
|27
|| 
|| Бельский
Иосиф Александрович
|| белорус
|| деревня Лошица
Минский район
Минской области
|| 15.08
1944
|| 
|| командир соединения партизанских отрядов
||
|| 21 сентября (4 октября) 1914 года — 25 июня 1966 года
| align=center |4449
|-
|28
|| 
|| Белявин
Евель Самуилович
|| еврей
|| город Борисов
|| 04.02
1944
|| 
|| заместитель командира эскадрильи
|| гвардии старший лейтенант
|| 3 мая 1920 года — 10 сентября 1972 года
| align=center |9825
|-bgcolor=#D5D5D5
|29
|| 
|| Бернацкий
Дмитрий Васильевич
|| русский
|| г. п. Стрешин
Жлобинский район
Гомельской области
|| 27.06
1945
|| 
|| старший адъютант батальона
|| гвардии капитан
|| 11 (24) июля 1912 года — 23 января 1945 года
| align=center |10647
|-
|30
|| 
|| Бескин
Израиль Соломонович
|| еврей
|| город Витебск
|| 31.05
1945
|| 
|| командующий артиллерией
|| генерал-лейтенант
|| 12 (25) ноября 1895 года — 15 января 1964 года
| align=center |3640
|-bgcolor=#D5D5D5
|31
|| 
|| Бирбраер
Евгений Абрамович
|| еврей
|| город Гомель
|| 26.10
1943
|| 
|| командир роты
|| гвардии старший лейтенант
|| 1912 год — 6 октября 1943 года
| align=center |8074
|-
|32
|| 
|| Бобрук
Сергей Антонович
|| белорус
|| деревня Шубичи
Пружанский район
Брестской области
|| 19.03
1944
|| 
|| командир дивизии
|| гвардии полковник
|| 2 (15) февраля 1901 года — 18 марта 1962 года
| align=center |2212
|-bgcolor=#D5D5D5
|33
|| 
|| Богданов
Григорий Богданович
|| русский
|| деревня Мартюши
Городокский район
Витебской области
|| 17.10
1943
|| 
|| командир батальона
|| старший лейтенант
|| 22 января (4 февраля) 1910 года — 1 октября 1943 года
| align=center |10073
|-
|34
|| 
|| Богорад
Самуил Нахманович
|| еврей
|| город Витебск
|| 8.07
1945
|| 
|| командир подводной лодки
|| капитан 3-го ранга
|| 4 (17) августа 1907 года — 23 апреля 1996 года
| align=center |2247
|-
|35
|| 
|| Богушевич
Иван Михайлович
|| белорус
|| город Минск
|| 26.10
1943
|| 
|| командир полка
|| гвардии подполковник
|| 12 (25) октября 1906 года — 14 августа 1962 года
| align=center |3456
|-bgcolor=#D5D5D5
|36
|| 
|| Бойков
Николай Сафронович
|| русский
|| деревня Покоть
Чечерский район
Гомельской области
|| 16.10
1943
|| 
|| стрелок
|| рядовой
|| апрель 1915 года — 3 октября 1943 года (пропал без вести)
| align=center |4487
|-
|37
|| 
|| Болбас
Александр Карпович
|| белорус
|| деревня Слободка
Бобруйский район
Могилёвской области
|| 10.01
1944
|| 
|| заместитель командира батальона
|| капитан
|| 15 (28) ноября 1911 года — 7 июня 2008 года
| align=center |2897
|-
|38
|| 
|| Борейко
Аркадий Александрович
|| белорус
|| деревня Дубровки
Полоцкий район
Витебской области
|| 15.01
1944
|| 
|| командир корпуса
|| гвардии генерал-майор
|| 13 (26) января 1898 года — 12 декабря 1955 года
| align=center |3767
|-
|39
|| 
|| Борисенко
Владимир Александрович
|| белорус
|| деревня Пенница
Калинковичский район
Гомельской области
|| 1.07
1944
|| 
|| командир полка
|| майор
|| 12 (25) января 1912 года — 14 апреля 1993 года
| align=center |9055
|-
|40
|| 
|| Борисов
Михаил Владимирович
|| белорус
|| деревня Наровчизна
Мозырский район
Гомельской области
|| 6.03
1945
|| 
|| заместитель командира эскадрильи
|| лейтенант
|| 16 апреля 1923 года — 16 апреля 2012 года
| align=center |12764
|-bgcolor=#D5D5D5
|41
|| 
|| Бородин
Тимофей Степанович
|| белорус
|| город Гомель
|| 8.05
1965
|| 
|| руководитель оперативного центра по координации деятельности подпольных групп
||
|| 1 (14) августа 1901 года — 20 июня 1942 года
| align=center |5237
|-
|42
|| 
|| Бруй
Фёдор Филиппович
|| белорус
|| деревня Ивановские Огородники
Слуцкий район
Минской области
|| 29.10
1943
|| 
|| командир батальона
|| майор
|| 6 (19) сентября 1907 года — 17 января 1982 года
| align=center |10639
|-
|43
|| 
|| Буйневич
Павел Николаевич
|| белорус
|| деревня Новые Громыки
Ветковский район
Гомельской области
|| 27.12
1945
|| 
|| командир орудия
|| сержант
|| 2 (15) октября 1912 года — 14 марта 1995 года
| align=center |8011
|-bgcolor=#D5D5D5
|44
|| 
|| Бумагин
Иосиф Романович
|| еврей
|| город Витебск
|| 27.06
1945
|| 
|| командир взвода
|| лейтенант
|| 4 (17) октября 1907 года — 24 апреля 1945 года
| align=center |4758
|-bgcolor=#D5D5D5
|45
|| 
|| Бумажков
Тихон Пименович
|| белорус
|| Чаусский район
Могилёвской области
|| 16.10
1943
|| 
|| комиссар партизанского отряда
||
|| 4 (17) июня 1910 года — 1 декабря 1941 года
| align=center |1060
|-
|46
|| 
|| Бурак
Александр Кондратьевич
|| белорус
|| город Дзержинск
|| 29.06
1945
|| 
|| заместитель командира эскадрильи
|| старший лейтенант
|| 30 января (12 февраля) 1918 года — 24 декабря 1993 года
| align=center |5038
|-bgcolor=#D5D5D5
|47
|| 
|| Бурак
Андрей Матвеевич
|| белорус
|| деревня Освеица
Верхнедвинский район
Витебской области
|| 13.11
1943
|| 
|| пулемётчик
|| гвардии рядовой
|| 1911 год — 17 октября 1943 года
| align=center |10976
|-
|48
|| 
|| Буткевич
Леонид Владимирович
|| белорус
|| деревня Хотлино
Чашникский район
Витебской области
|| 25.10
1943
|| 
|| командир взвода
|| лейтенант
|| 12 (25) марта 1918 года — 12 ноября 1985 года
| align=center |6631
|-bgcolor=#D5D5D5
|49
|| 
|| Бухонка
Пётр Николаевич
|| белорус
|| город Добруш
|| 19.03
1944
|| 
|| сапёр
|| рядовой
|| 29 июня (12 июля) 1906 года — 5 февраля 1944 года
| align=center |12240
|-
|50
|| 
|| Быков
Михаил Семёнович
|| белорус
|| город Жлобин
|| 15.05
1946
|| 
|| командир эскадрильи
|| капитан
|| 16 октября 1922 года — 30 апреля 1991 года
| align=center |
|-
|51
|| 
|| Вайнруб
Евсей Григорьевич
|| еврей
|| город Борисов
|| 6.04
1945
|| 
|| командир бригады
|| гвардии подполковник
|| 2 (15) мая 1909 года — 20 марта 2003 года
| align=center |1608
|-
|52
|| 
|| Вайнруб
Матвей Григорьевич
|| еврей
|| город Борисов
|| 6.04
1945
|| 
|| командир войсками
|| гвардии генерал-майор
|| 19 апреля (2 мая) 1910 года — 14 февраля 1998 года
| align=center |1609
|-bgcolor=#D5D5D5
|53
|| 
|| Ваксман
Исаак Фёдорович
|| еврей
|| г. п. Краснополье
Краснопольский район
Могилёвской области
|| 22.02
1944
|| 
|| командир батареи
|| старший лейтенант
|| 25 июля 1922 года — 19 декабря 1943 года
| align=center |10643
|-
|54
|| 
|| Василевский
Егор Васильевич
|| белорус
|| деревня Горбачево
Витебский район
Витебской области
|| 15.05
1946
|| 
|| командир эскадрильи
|| гвардии капитан
|| 1 января 1922 года — 1 мая 1991 года
| align=center |4509
|-
|55
|| 
|| Величко
Геннадий Иосифович
|| белорус
|| деревня Лутно
Шкловский район
Могилёвской области
|| 26.10
1943
|| 
|| снайпер
|| старший сержант
|| 15 февраля 1922 года — 21 октября 1999 года
| align=center |6441
|-bgcolor=#D5D5D5
|56
|| 
|| Вихнин
Залман Давидович
|| еврей
|| деревня Щедрин
Жлобинский район
Гомельской области
|| 16.10
1943
|| 
|| агитатор
|| капитан
|| июнь 1909 года — 26 сентября 1943 года
| align=center |6792
|-
|57
|| 
|| Власенко
Илья Архипович
|| белорус
|| город Добруш
|| 17.10
1943
|| 
|| начальник политотдела
|| гвардии полковник
|| 6 (19) июля 1902 года — 11 мая 1963 года
| align=center |4986
|-bgcolor=#D5D5D5
|58
|| 
|| Волох
Анатолий Александрович
|| белорус
|| город Минск
|| 17.11
1943
|| 
|| разведчик
|| сержант
|| 1917 год — 1 октября 1943 года
| align=center |11455
|-
|59
|| 
|| Волынец
Андрей Иванович
|| белорус
|| деревня Желтки
Вилейский район
Минской области
|| 15.08
1944
|| 
|| командир партизанской бригады
||
|| 6 (19) января 1904 года — 30 марта 1965 года
| align=center |7318
|-
|60
|| 
|| Вольватенко
Иван Кириллович
|| белорус
|| деревня Мазолово
Мстиславский район
Могилёвской области
|| 10.01
1944
|| 
|| командир роты
|| гвардии старший лейтенант
|| 2 (15) апреля 1915 года — 26 марта 1996 года
| align=center |
|-
|61
|| 
|| Воронцов
Александр Никифорович
|| украинец
|| деревня Паньковская Буда
Костюковичский район
Могилёвской области
|| 31.05
1945
|| 
|| пулемётчик
|| гвардии рядовой
|| 9 (22) сентября 1907 года — 23 января 1973 года
| align=center |
|-
|62
|| 
|| Ворончук
Андрей Яковлевич
|| белорус
|| деревня Горваль
Речицкий район
Гомельской области
|| 30.10
1943
|| 
|| командир батареи
|| лейтенант
|| 2 (15) июня 1915 года — 21 января 2007 года
| align=center |2332
|-
|63
|| 
|| Воропаев
Иван Кириллович
|| белорус
|| деревня Трубильня
Краснопольский район
Могилёвской области
|| 26.10
1944
|| 
|| командир корпуса
|| генерал-майор
|| 25 марта (7 апреля) 1905 года — 11 ноября 1959 года
| align=center |9977
|-
|64
|| 
|| Высогорец
Михаил Амосович
|| белорус
|| деревня Дуковщина
Бешенковичский район
Витебской области
|| 23.09
1944
|| 
|| командир роты
|| гвардии капитан
|| 2 декабря 1920 года — 22 апреля 1996 года
| align=center |11419
|-
|65
|| 
|| Габрусев
Алексей Константинович
|| русский
|| деревня Горошково
Дубровенский район
Витебской области
|| 10.01
1944
|| 
|| помощник командира взвода
|| старший сержант
|| 1 января 1922 года — 9 сентября 2007 года
| align=center |4596
|-bgcolor=#D5D5D5
|66
|| 
|| Галецкий
Пётр Антонович
|| белорус
|| деревня Майдан-Каменица
Толочинский район
Витебской области
|| 8.05
1965
|| 
|| подрывник
||
|| май 1919 года — 21 октября 1942 года
| align=center |2974
|-
|67
|| 
|| Гапеёнок
Николай Иванович
|| белорус
|| деревня Гнилище
Городокский район
Витебской области
|| 27.06
1945
|| 
|| заместитель командира эскадрильи
|| гвардии капитан
|| 17 апреля 1919 года — 21 октября 2008 года
| align=center |3373
|-bgcolor=#D5D5D5
|68
|| 
|| Гарфункин
Григорий Соломонович
|| еврей
|| г. п. Яновичи
Витебский район
Витебской области
|| 10.01
1944
|| 
|| разведчик
|| рядовой
|| 6 августа 1920 года — 22 сентября 1943 года
| align=center |3373
|-
|69
|| 
|| Гинтовт
Витольд Михайлович
|| белорус
|| деревня Слободщина
Минский район
Минской области
|| 24.04
1944
|| 
|| механик-водитель
|| гвардии старшина
|| 7 марта 1922 года — 27 сентября 1987 года
| align=center |12117
|-
|70
|| 
|| Глазунов
Пётр Алексеевич
|| белорус
|| деревня Петрачки
Витебский район
Витебской области
|| 23.02
1945
|| 
|| заместитель командира полка
|| капитан
|| 20 февраля 1920 года — 8 марта 1992 года
| align=center |4556
|-
|71
|| 
|| Гончаров
Яков Игнатьевич
|| белорус
|| деревня Козловка
Мстиславский район
Могилёвской области
|| 15.05
1946
|| 
|| начальник связи эскадрильи
|| гвардии старший лейтенант
|| 10 (23) марта 1914 года — 26 марта 1982 года
| align=center |
|-bgcolor=#D5D5D5
|72
|| 
|| Горбачёв
Дмитрий Филиппович
|| русский
|| деревня Кузьминичи
Добрушский район
Гомельской области
|| 24.03
1945
|| 
|| командир роты
|| гвардии капитан
|| 1919 год — 22 сентября 1944 года
| align=center |
|-
|73
|| 
|| Горелик
Зиновий Самуилович
|| еврей
|| город Осиповичи
|| 30.10
1943
|| 
|| командир роты
|| старший лейтенант
|| 6 (19) ноября 1913 года — 14 декабря 1968 года
| align=center |7832
|-bgcolor=#D5D5D5
|74
|| 
|| Горелик
Соломон Аронович
|| еврей
|| город Бобруйск
|| 27.12
1941
|| 
|| помощник командира роты
|| рядовой
|| 7 июля 1917 года — 22 октября 1941 года
| align=center |4859
|-bgcolor=#D5D5D5
|75
|| 
|| Горнов
Тимофей Яковлевич
|| русский
|| деревня Осипово
Лиозненский район
Витебской области
|| 24.03
1945
|| 
|| командир орудия
|| старший сержант
|| 1916 год — 23 октября 1944 года
| align=center |
|-bgcolor=#D5D5D5
|76
|| 
|| Горовец
Александр Константинович
|| белорус
|| деревня Мошканы
Сенненский район
Витебской области
|| 28.09
1943
|| 
|| заместитель командира эскадрильи
|| гвардии лейтенант
|| 27 февраля (12 марта) 1915 года — 6 июля 1943 года
| align=center |494
|-bgcolor=#D5D5D5
|77
|| 
|| Гриб
Кузьма Петрович
|| белорус
|| деревня Синск
Лоевский район
Гомельской области
|| 22.08
1944
|| 
|| командир взвода
|| гвардии младший лейтенант
|| 1911 год — 28 сентября 1943 года
| align=center |
|-
|78
|| 
|| Григорович
Михаил Фролович
|| белорус
|| деревня Коваличи
Гродненский район
Гродненской области
|| 28.04
1945
|| 
|| командир корпуса
|| генерал-майор
|| 6 (19) ноября 1897 года — 24 ноября 1946 года
| align=center |12792
|-
|79
|| 
|| Грищенко
Пётр Лукьянович
|| белорус
|| деревня Куковячино
Витебский район
Витебской области
|| 1.07
1944
|| 
|| командир звена
|| лейтенант
|| 1 августа 1921 года — 21 февраля 1973 года
| align=center |
|-
|80
|| 
|| Гуревич
Семён Шоломович
|| еврей
|| город Червень
|| 26.10
1943
|| 
|| командир взвода
|| гвардии лейтенант
|| 7 (20) декабря 1915 года — 23 апреля 1982 года
| align=center |7454
|-
|81
|| 
|| Гурин
Антон Иосифович
|| белорус
|| деревня Шпильки
Дзержинский район
Минской области
|| 8.07
1945
|| 
|| командир дивизиона
|| капитан 1-го ранга
|| 15 (28) сентября 1910 года — 22 октября 1962 года
| align=center |1004
|-bgcolor=#D5D5D5
|82
|| 
|| Гусаров
Григорий Андреевич
|| русский
|| деревня Старая Олешня
Рогачёвский район
Гомельской области
|| 22.02
1944
|| 
|| командир отделения
|| гвардии сержант
|| 24 января (6 февраля) 1906 года — 23 декабря 1943 года
| align=center |
|-bgcolor=#D5D5D5
|83
|| 
|| Гучёк
Пётр Иосифович
|| белорус
|| деревня Лысовщина
Пуховичский район
Минской области
|| 27.06
1945
|| 
|| командир звена
|| гвардии старший лейтенант
|| 18 марта 1923 года — 18 апреля 1945 года
| align=center |485
|-
|84
|| 
|| Давидович
Николай Петрович
|| белорус
|| деревня Корбачёвка
Логойский район
Минской области
|| 29.10
1943
|| 
|| командир пулемёта
|| сержант
|| 15 августа 1919 года — 6 мая 1993 года
| align=center |4505
|-
|85
|| 
|| Данилицкий
Антон Петрович
|| белорус
|| деревня Бобрик
Петриковский район
Гомельской области
|| 23.09
1944
|| 
|| командир танка
|| младший лейтенант
|| 1 января 1922 года — 10 сентября 2010 года
| align=center |10404
|-
|86
|| 
|| Данилюк
Леонид Семёнович
|| белорус
|| деревня Студенка
Быховский район
Могилёвской области
|| 31.05
1945
|| 
|| командир полка
|| майор
|| 3 мая 1919 года — 24 сентября 1986 года
| align=center |533
|-
|87
|| 
|| Деменков
Лаврентий Васильевич
|| белорус
|| деревня Соколовка
Чериковский район
Могилёвской области
|| 21.07
1944
|| 
|| командир взвода
|| лейтенант
|| 15 июля 1918 года — 22 октября 1993 года
| align=center |3788
|-
|88
|| 
|| Демидов
Василий Александрович
|| белорус
|| город Витебск
|| 19.04
1945
|| 
|| командир звена
|| старший лейтенант
|| 12 апреля 1921 года — 11 июня 1989 года
| align=center |14517
|-
|89
|| 
|| Добровольский
Ерофей Владимирович
|| белорус
|| деревня Шалаевка
Кировский район
Могилёвской области
|| 6.04
1945
|| 
|| командир корпуса
|| гвардии генерал-майор
|| 6 (19) ноября 1903 года — 21 апреля 1987 года
| align=center |7857
|-bgcolor=#D5D5D5
|90
|| 
|| Доватор
Лев Михайлович
|| белорус
|| деревня Хотино
Бешенковичский район
Витебской области
|| 6.04
1945
|| 
|| командир корпуса
|| гвардии генерал-майор
|| 7 (20) февраля 1903 года — 19 декабря 1941 года
| align=center |1047
|-bgcolor=#D5D5D5
|91
|| 
|| Долбешкин
Пётр Лукич
|| белорус
|| деревня Павловичи
Витебский район
Витебской области
|| 17.11
1943
|| 
|| командир дивизиона
|| гвардии капитан
|| 25 сентября (8 октября) 1912 года — 3 октября 1943 года
| align=center |9588
|-
|92
|| 
|| Дольников
Григорий Устинович
|| белорус
|| деревня Сахаровка
Горецкий район
Могилёвской области
|| 21.02
1978
|| 
||
|| генерал-лейтенант
|| 8 мая 1923 года — 23 марта 1996 года
| align=center |547
|-bgcolor=#D5D5D5
|93
|| 
|| Дроздович
Викентий Иосифович
|| белорус
|| деревня Новосёлки
Копыльский район
Минской области
|| 8.05
1965
|| 
|| командир взвода
||
|| 2 (15) августа 1911 года — 3 декабря 1942 года
| align=center |7047
|-
|94
|| 
|| Дубровский
Фёдор Фомич
|| белорус
|| деревня Замошье
Ушачский район
Витебской области
|| 16.09
1943
|| 
|| командир бригады
|| генерал-майор
|| 4 (17) апреля 1901 года — 3 марта 1970 года
| align=center |9826
|-
|95
|| 
|| Дудчик
Павел Андреевич
|| белорус
|| деревня Казённые Поршни
Оршанский район
Витебской области
|| 29.06
1945
|| 
|| командир батареи
|| капитан
|| 12 июля 1918 года — 17 апреля 1994 года
| align=center |12274
|-
|96
|| 
|| Дулебо
Антон Николаевич
|| белорус
|| деревня Дубовый Лог
Червенский район
Минской области
|| 27.02
1945
|| 
|| командир эскадрона
|| гвардии старший лейтенант
|| 14 января 1920 года — 11 декабря 1983 года
| align=center |11256
|-
|97
|| 
|| Дьяков
Иосиф Иванович
|| белорус
|| город Гомель
|| 27.02
1945
|| 
|| парторг батальона
|| лейтенант
|| 22 марта (4 апреля) 1903 года — 11 января 1984 года
| align=center |12208
|-
|98
|| 
|| Дюбко
Анатолий Фёдорович
|| белорус
|| деревня Новосёлки
Речицкий район
Гомельской области
|| 24.03
1945
|| 
|| командир батареи
|| лейтенант
|| 15 декабря 1923 года — 24 сентября 2009 года
| align=center |
|-
|99
|| 
|| Евсеенко
Владимир Романович
|| белорус
|| деревня Рынковка
Чериковский район
Могилёвской области
|| 24.03
1945
|| 
|| механик-водитель
|| гвардии старший сержант
|| 22 ноября 1922 года — 31 октября 1978 года
| align=center |5085
|-
|100
|| 
|| Ерашов
Иван Михайлович
|| белорус
|| город Лепель
|| 4.02
1944
|| 
|| командир полка
|| майор
|| 13 (26) сентября 1911 года — 8 мая 1948 года
| align=center |11039
|-bgcolor=#D5D5D5
|101
|| 
|| Ермак
Владимир Иванович
|| русский
|| город Бобруйск
|| 21.02
1944
|| 
|| стрелок
|| рядовой
|| 15 мая 1924 года — 19 июля 1943 года
| align=center |2410
|-
|102
|| 
|| Ермоленко
Пантелей Игнатьевич
|| белорус
|| деревня Пруды
Шкловский район
Могилёвской области
|| 21.02
1944
|| 
|| командир орудия
|| гвардии сержант
|| 25 августа (7 сентября) 1909 года — 24 октября 1984 года
| align=center |1862
|-
|103
|| 
|| Еронько
Виктор Иванович
|| белорус
|| город Полоцк
|| 26.10
1944
|| 
|| наводчик орудия
|| сержант
|| 10 мая 1920 года — 15 сентября 1991 года
| align=center |9718
|-
|104
|| 
|| Жгиров
Филипп Ерофеевич
|| белорус
|| деревня Гута
Рогачёвский район
Гомельской области
|| 15.01
1944
|| 
|| начальник штаба
|| гвардии майор
|| 29 октября (11 ноября) 1911 года — 20 января 1998 года
| align=center |9991
|-
|105
|| 
|| Жданов
Павел Ильич
|| белорус
|| город Слоним
|| 16.10
1943
|| 
|| командир полка
|| подполковник
|| 3 (16) января 1903 года — 30 августа 1986 года
| align=center |
|-
|106
|| 
|| Жигунов
Владимир Романович
|| белорус
|| деревня Рынковка
Мстиславский район
Могилёвской области
|| 27.06
1945
|| 
|| командир звена
|| гвардии лейтенант
|| 27 марта (9 апреля) 1920 года — 16 мая 2000 года
| align=center |11744
|-
|107
|| 
|| Жмуровский
Дмитрий Петрович
|| белорус
|| деревня Борисовичи
Климовичский район
Могилёвской области
|| 13.09
1944
|| 
|| пулемётчик
|| рядовой
|| 28 декабря 1917 года (10 января 1918) — 30 июня 2010
| align=center |
|-
|108
|| 
|| Жолудев
Наум Ильич
|| еврей
|| город Гомель
|| 20.12
1943
|| 
|| командир миномётного расчёта
|| гвардии младший сержант
|| 13 января 1922 года — 9 декабря 1985 года
| align=center |11766
|-
|109
|| 
|| Жук
Александр Афанасьевич
|| белорус
|| деревня Рынковка
Солигорский район
Минской области
|| 29.06
1945
|| 
|| командир полка
|| подполковник
|| 31 декабря 1918 года — 18 июля 1983 года
| align=center |12226
|-
|110
|| 
|| Жуков
Пётр Сергеевич
|| белорус
|| деревня Микуличи
Брагинский район
Гомельской области
|| 24.03
1945
|| 
|| командир батальона
|| гвардии майор
|| 22 января 1921 года — 22 декабря 1967 года
| align=center |
|-
|111
|| 
|| Жуков
Степан Иванович
|| белорус
|| деревня Пуща
Россонский район
Витебской области
|| 15.05
1946
|| 
|| заместитель командира эскадрильи
|| гвардии старший лейтенант
|| 1 мая 1923 года — 24 июля 1997 год
| align=center |
|-
|112
|| 
|| Жучков
Тихон Свиридович
|| белорус
|| деревня Бахотец
Чаусский район
Могилёвской области
|| 6.03
1945
|| 
|| заместитель командира эскадрильи
|| гвардии старший лейтенант
|| 4 июля 1922 года — 9 марта 1987 года
| align=center |1527
|-
|113
|| 
|| Забагонский
Семён Александрович
|| белорус
|| деревня Залучье
Верхнедвинский район
Витебской области
|| 23.10
1943
|| 
|| помощник командира взвода
|| сержант
|| 1 (14) января 1910 года — 27 января 1955 года
| align=center |8106
|-
|114
|| 
|| Завадский
Владимир Георгиевич
|| белорус
|| город Орша
|| 26.10
1944
|| 
|| заместитель командира эскадрильи
|| старший лейтенант
|| 31 декабря 1908 года (13 января 1919) — 20 июня 1992 года
| align=center |13044
|-bgcolor=#D5D5D5
|115
|| 
|| Зайцев
Иван Степанович
|| белорус
|| деревня Чёнки
Гомельский район
Гомельской области
|| 31.05
1944
|| 
|| командир отделения
|| сержант
|| 9 октября 1926 года — 16 апреля 1945 года
| align=center |2505
|-
|116
|| 
|| Зайцев
Николай Яковлевич
|| белорус
|| город Крупки
|| 29.06
1945
|| 
|| командир звена
|| старший лейтенант
|| 10 марта 1923 года — 18 февраля 2012 года
| align=center |4131
|-
|117
|| 
|| Захаров
Иван Кузьмич
|| белорус
|| деревня Ганевичи
Логойский район
Минской области
|| 1.01
1944
|| 
|| командир партизанской бригады
||
|| 31 июля (13 августа) 1909 года — 15 августа 1982 года
| align=center |9778
|-
|118
|| 
|| Зелёнкин
Михаил Михайлович
|| белорус
|| г. п. Руденск
Пуховичский район
Минской области
|| 15.05
1946
|| 
|| командир звена
|| старший лейтенант
|| 20 сентября 1920 года — 14 июня 1991 года
| align=center |10899
|-
|119
|| 
|| Зенькова
Ефросинья Савельевна
|| белоруска
|| деревня Ушалы
Шумилинский район
Витебской области
|| 1.07
1958
|| 
|| секретарь подпольной комсомольской организации
||
|| 22 декабря 1923 года — 19 апреля 1984 года
| align=center |280
|-bgcolor=#D5D5D5
|120
|| 
|| Зинькович
Митрофан Иванович
|| белорус
|| деревня Печары
Костюковичский район
Могилёвской области
|| 17.11
1943
|| 
|| командир корпуса
|| генерал-майор
|| 14 (27) июня 1900 года — 24 сентября 1943 года
| align=center |6019
|-
|121
|| 
|| Златин
Ефим Израилевич
|| еврей
|| город Могилёв
|| 26.10
1943
|| 
|| командир взвода
|| гвардии сержант
|| 7 (20) августа 1913 года — 23 августа 1965 года
| align=center |5049
|-bgcolor=#D5D5D5
|122
|| 
|| Зубович
Константин Михайлович
|| белорус
|| деревня Поповцы
Вилейский район
Минской области
|| 24.03
1945
|| 
|| стрелок
|| рядовой
|| 1901 год{{ref+|По одним данным родился в 1901 году, по другим — в 1914 году{{sfn|Навечно в сердце э́6004]
|-
|123
|| 
|| Зыль
Василий Константинович
|| белорус
|| деревня Остров
Смолевичский район
Минской области
|| 31.05
1945
|| 
|| командир полка
|| гвардии подполковник
|| 25 февраля (10 марта) 1902 года — 4 декабря 1973 года
| align=center |1858
|-
|124
|| 
|| Ивановский
Евгений Филиппович
|| русский
|| деревня Черея
Чашникский район
Витебской области
|| 21.02
1985
|| 
||
|| генерал армии
|| 7 марта 1918 года — 23 ноября 1991 года
| align=center |3976
|-
|125
|| 
|| Ивашутин
Пётр Иванович
|| белорус
|| город Брест
|| 21.02
1985
|| 
||
|| генерал армии
|| 5 (18) сентября 1909 года — 4 июня 2002 года
| align=center |470
|-
|126
|| 
|| Исаков
Георгий Петрович
|| белорус
|| деревня Великая Крушиновка
Рогачёвский район
Гомельской области
|| 23.10
1943
|| 
|| командир дивизии
|| гвардии генерал-майор
|| 30 января (11 февраля) 1896 года — 4 февраля 1961 года
| align=center |7008
|-bgcolor=#D5D5D5
|127
|| 
|| Исаченко
Александр Лаврентьевич
|| белорус
|| деревня Ховхло
Буда-Кошелёвский р-н
Гомельской области
|| 1.01
1944
|| 
|| командир группы подрывников
||
|| 14 марта 1919 года — 7 октября 1942 года
| align=center |5221
|-bgcolor=#D5D5D5
|128
|| 
|| Кабушкин
Иван Константинович
|| белорус
|| деревня Малаховцы
Барановичский район
Брестской области
|| 8.05
1965
|| 
|| руководитель опергруппы
||
|| 2 (15) февраля 1915 года — 4 июля 1943 года
| align=center |2655
|-bgcolor=#D5D5D5
|129
|| 
|| Каданчик
Сергей Николаевич
|| белорус
|| деревня Мойсеевичи
Осиповичский район
Могилёвской области
|| 18.09
1943
|| 
|| командир полка
|| подполковник
|| 30 августа (12 сентября) 1906 года — 15 сентября 1943 года
| align=center |10275
|-
|130
|| 
|| Казакевич
Даниил Васильевич
|| белорус
|| деревня Радевцы
Молодечненский район
Минской области
|| 06.04
1945
|| 
|| командир дивизии
|| генерал-майор
|| 3 (16) декабря 1902 года — 28 ноября 1988 года
| align=center |772
|-bgcolor=#D5D5D5
|131
|| 
|| Казакевич
Павел Константинович
|| белорус
|| деревня Забашевичи
Борисовский район
Минской области
|| 19.06
1943
|| 
|| командир полка
|| гвардии полковник
|| 19 сентября (2 октября) 1904 года — 15 февраля 1943 года
| align=center |11331
|-
|132
|| 
|| Казаченко
Николай Михайлович
|| белорус
|| деревня Берёзовка
Червенский район
Минской области
|| 20.12
1943
|| 
|| командир отделения
|| сержант
|| 19 декабря года (1 января 1916) — 21 марта 1977 года
| align=center |
|-bgcolor=#D5D5D5
|133
|| 
|| Казей
Марат Иванович
|| белорус
|| деревня Станьково
Дзержинский район
Минской области
|| 08.05
1965
|| 
|| разведчик
||
|| 29 октября 1929 года — 11 мая 1944 года
| align=center |1968
|-
|134
|| 
|| Калеников
Иван Емельянович
|| белорус
|| город Гомель
|| 10.01
1944
|| 
|| заместитель командира бригады
|| гвардии майор
|| 6 (19) ноября 1912 года — 14 августа 1969 года
| align=center |
|-bgcolor=#D5D5D5
|135
|| 
|| Калинковский
Степан Антонович
|| белорус
|| деревня Доколь
Глусский район
Могилёвской области
|| 24.03
1945
|| 
|| механик-водитель
|| старший сержант
|| 1918 год — 2 февраля 1945 года
| align=center |4903
|-
|136
|| 
|| Камельчик
Михаил Степанович
|| белорус
|| деревня Бушмин
Толочинский район
Витебской области
|| 15.05
1946
|| 
|| командир звена
|| гвардии старший лейтенант
|| 8 июня 1921 года — 27 октября 2006 года
| align=center |4388
|-
|137
|| 
|| Каминский
Иван Илларионович
|| белорус
|| деревня Мосоры
Сенненский район
Витебской области
|| 29.06
1945
|| 
|| командир звена
|| старший лейтенант
|| 8 ноября 1919 года — 6 октября 1974 года
| align=center |9807
|-
|138
|| 
|| Каплан
Лазарь Моисеевич
|| еврей
|| деревня Скородное
Ельский район
Гомельской области
|| 24.03
1945
|| 
|| заместитель командира полка
|| майор
|| 18 (31) июля 1917 года — 10 июня 1994 года
| align=center |9432
|-
|139
|| 
|| Капустин
Михаил Денисович
|| бел>Сергей Демьянович]]
|| белорус
|| деревня Мудровка
Минский район
Минской области
|| 10.04
1945
|| 
|| командир эскадрона
|| гвардии старший лейтенант
|| 22 октября (5 ноября) 1913 года — 20 сентября 1944 года
| align=center |12134
|-
|143
|| 
|| Карнач
Степан Андреевич
|| белорус
|| деревня Клинок
Червенский район
Минской области
|| 04.02
1944
|| 
|| штурман полка
|| капитан
|| 10 ноября 1918 года — 2 февраля 1991 года
| align=center |565
|-bgcolor=#D5D5D5
|144
|| 
|| Карначёнок
Николай Александрович
|| белорус
|| деревня Борки
Шкловский район
Могилёвской области
|| 23.11
1942
|| 
|| командир звена
|| лейтенант
|| 1922 год — 22 сентября 1942 года
| align=center |2841
|-
|145
|| 
|| Карпенко
Аким Павлович
|| белорус
|| г. п. Лоев
Лоевский район
Гомельской области
|| 13.03
1944
|| 
|| штурман эскадрильи
|| гвардии майор
|| 4 (17) сентября 1915 года — 10 сентября 1974 года
| align=center |12136
|-
|146
|| 
|| Карпович
Викентий Павлович
|| белорус
|| посёлок Колодищи
Минский район
Минской области
|| 06.06
1942
|| 
|| командир звена
|| старший лейтенант
|| 7 (20) января 1914 года — 12 апреля 1996 года
| align=center |5998
|-bgcolor=#D5D5D5
|147
|| 
|| Катунин
Илья Борисович
|| еврей
|| город Гомель
|| 31.05
1944
|| 
|| заместитель командира эскадрильи
|| капитан
|| 4 (17) ноября 1908 года — 23 апреля 1944 года
| align=center |1393
|-bgcolor=#D5D5D5
|148
|| 
|| Качанов
Евгений Иванович
|| белорус
|| деревня Долговичи
Мстиславский район
Могилёвской области
|| 10.04
1945
|| 
|| командир отделения
|| сержант
|| 20 августа 1919 года — 28 января 1945 года
| align=center |
|-
|149
|| 
|| Квитинский
Вячеслав Антонович
|| белорус
|| посёлок Ленинский
Лепельский район
Витебской области
|| 02.05
1945
|| 
|| командир бригады
|| подполковник
|| 25 ноября 1920 года — 30 ноября 1995 года
| align=center |2998
|-bgcolor=#D5D5D5
|150
|| 
|| Кедышко
Николай Александрович
|| белорус
|| город Минск
|| 08.05
1965
|| 
|| член организации «Андрюша»
||
|| 3 августа 1923 года — 7 ноября 1943 года
| align=center |2968
|-
|151
|| 
|| Кирманович
Владимир Николаевич
|| белорус
|| город Кобрин
|| 24.03
1945
|| 
|| командир батареи
|| капитан
|| 5 ноября 1919 года — 5 февраля 2001 года
| align=center |11420
|-
|152
|| 
|| Клещёв
Алексей Ефимович
|| белорус
|| деревня Михновичи
Калинковичский район
Гомельской области
|| 01.01
1944
|| 
|| командир партизанского соединения
|| генерал-майор
|| 12 (25) февраля 1905 года — 13 декабря 1968 года
| align=center |5665
|-
|153
|| 
|| Князев
Василий Александрович
|| белорус
|| г. п. Бобр
Крупский район
Минской области
|| 24.08
1943
|| 
|| командир эскадрильи
|| старший лейтенант
|| 9 января 1920 года — 22 июля 1968 года
| align=center |5760
|-bgcolor=#D5D5D5
|154
|| 
|| Ковалёв
Григорий Семёнович
|| белорус
|| деревня Великая Крушиновка
Рогачёвский район
Гомельской области
|| 24.03
1945
|| 
|| стрелок
|| гвардии сержант
|| 25 апреля (8 мая) 1902 года — 18 августа 1944 года
| align=center |10782
|-
|155
|| 
|| Ковалёв
Никита Григорьевич
|| белорус
|| деревня Майское
Жлобинский район
Гомельской области
|| 24.04
1944
|| 
|| командир батальона
|| гвардии майор
|| 7 (20) декабря 1909 года — 10 мая 1978 года
| align=center |
|-bgcolor=#D5D5D5
|156
|| 
|| Ковалёв
Николай Кузьмич
|| русский
|| деревня Селивоновка
Жлобинский район
Гомельской области
|| 29.06
1945
|| 
|| командир полка
|| подполковник
|| август 1918 года — 17 марта 1945 года
| align=center |
|-bgcolor=#D5D5D5
|157
|| 
|| Ковалёв
Филипп Иванович
|| белорус
|| деревня Гойков
Чериковский район
Могилёвской области
|| 15.08
1944
|| 
|| начальник группы подрывников
||
|| 14 (27) ноября 1916 года — 17 марта 1944 года
| align=center |
|-
|158
|| 
|| Коваленко
Анатолий Яковлевич
|| белорус
|| деревня Якимовка
Речицкий район
Гомельской области
|| 23.02
1945
|| 
|| лётчик-наблюдатель старший
|| старший лейтенант
|| 23 января 1919 года — 8 февраля 2008 года
| align=center |12422
|-bgcolor=#D5D5D5
|159
|| 
|| Коваленко
Сергей Анисимович
|| белорус
|| деревня Ульяновичи
Сенненский район
Витебской области
|| 10.04
1945
|| 
|| стрелок
|| рядовой
|| 27 ноября 1921 года — 1 февраля 1945 года
| align=center |9881
|-
|160
|| 
|| Ковшаров
Иван Акимович
|| белорус
|| деревня Глыбоцкое
Гомельский район
Гомельской области
|| 17.12
1941
|| 
|| штурман эскадрильи
|| лейтенант
|| 15 (28) октября 1911 года — 21 февраля 1998 года
| align=center |3305
|-
|161
|| 
|| Кожар
Илья Павлович
|| белорус
|| деревня Малое Гальцево
Толочинский район
Витебской области
|| 1.01
1944
|| 
|| командир подпольного обкома КП(б)Б, командир партизанского соединения
|| генерал-майор
|| 21 июля (3 августа) 1902 года — 13 октября 1967 года
| align=center |10134
|-
|162
|| 
|| Козич
Иван Семёнович
|| белорус
|| деревня Старые Морги
Узденский район
Минской области
|| 21.04
1943
|| 
|| командир эскадрильи
|| старшина
|| 3 марта 1920 года — 1 октября 2000 года
| align=center |5916
|-
|163
|| 
|| Козлов
Алексей Васильевич
|| белорус
|| г. п. Лоев
Лоевский район
Гомельской области
|| 4.02
1944
|| 
|| штурман звена
|| старший лейтенант
|| 12 (25) февраля 1913 года — 16 июня 1976 года
| align=center |4663
|-
|164
|| 
|| Козлов
Арсентий Ефимович
|| белорус
|| деревня Газьба
Городокский район
Витебской области
|| 24.03
1945
|| 
|| командир отделения
|| старший сержант
|| 23 февраля 1919 года — 12 августа 1971 года
| align=center |10068
|-
|165
|| 
|| Козлов
Василий Иванович
|| белорус
|| деревня Заградье
Жлобинский район
Гомельской области
|| 1.09
1942
|| 
|| секретарь подпольного обкома КП(б)Б, командир партизанского соединения
||
|| 18 февраля (3 марта) 1903 года — 2 декабря 1967 года
| align=center |3387
|-bgcolor=#D5D5D5
|166
|| 
|| Козлов
Пётр Михайлович
|| белорус
|| деревня Залесное
Глубокский район
Витебской области
|| 17.10
1943
|| 
|| командир корпуса
|| генерал-майор
|| 30 июня (12 июля) 1893 года — 17 апреля 1944 года
| align=center |1809
|-
|167
|| 
|| Козловский
Игнатий Игнатьевич
|| белорус
|| деревня Великие Прусы
Копыльский район
Минской области
|| 18.08
1945
|| 
|| штурман полка
|| капитан
|| 2 (15) февраля 1917 года — 9 июня 1962 года
| align=center |4121
|-bgcolor=#D5D5D5
|168
|| 
|| Козловский
Николай Кузьмич
|| белорус
|| деревня Гапоновичи
Крупский район
Минской области
|| 3.06
1944
|| 
|| командир роты
|| гвардии лейтенант
|| 2 (15) декабря 1917 года — 14 октября 1943 года
| align=center |4909
|-
|169
|| 
|| Колдубов
Михаил Ильич
|| русский
|| деревня Ойраны
Вилейский район
Минской области
|| 29.06
1945
|| 
|| командир дивизии
|| гвардии генерал-майор
|| 27 октября (8 ноября) 1898 года — 10 января 1967 года
| align=center |13199
|-
|170
|| 
|| Коленников
Василий Фёдорович
|| белорус
|| деревня Носовичи
Добрушский район
Гомельской области
|| 23.02
1945
|| 
|| заместитель командира эскадрильи
|| гвардии капитан
|| 10 января 1921 года — 2 сентября 2007 года
| align=center |1461
|-
|171
|| 
|| Колесников
Виталий Михайлович
|| русский
|| город Рогачёв
|| 15.01
1944
|| 
|| командир взвода
|| гвардии младший лейтенант
|| 15 августа 1922 года — 25 ноября 1964 года
| align=center |
|-
|172
|| 
|| Кольчак
Николай Николаевич
|| русский
|| город Иваново
|| 24.03
1945
|| 
|| командир полка
|| полковник
|| 16 (29) июня 1905 года — 14 февраля 1969 года
| align=center |4221
|-bgcolor=#D5D5D5
|173
|| 
|| Конашенко
Степан Николаевич
|| белорус
|| деревня Узницы
Полоцкий район
Витебской области
|| 03.06
1944
|| 
|| старшина роты
|| старшина
|| 1909 год — 25 сентября 1943 года
| align=center |9601
|-
|174
|| 
|| Кондратьев
Иван Дмитриевич
|| белорус
|| деревня Горошково
Дубровенский район
Витебской области
|| 13.09
1944
|| 
|| командир пулемётного расчёта
|| старшина
|| 29 августа (11 сентября) 1910 года — 7 августа 1958 года
| align=center |
|-bgcolor=#D5D5D5
|175
|| 
|| Коноваленко
Владимир Онуфриевич
|| русский
|| деревня Скребни
Витебский район
Витебской области
|| 16.10
1943
|| 
|| командир полка
|| гвардии майор
|| 9 (22) апреля 1917 года — 22 марта 1944 года
| align=center |8830
|-
|176
|| 
|| Кононов
Михаил Дмитриевич
|| белорус
|| г. п. Бобр
Крупский район
Минской области
|| 27.02
1945
|| 
|| командир батальона
|| майор
|| 10 (23) января 1906 года — 10 мая 1972 года
| align=center |
|-bgcolor=#D5D5D5
|177
|| 
|| Корбут
Пётр Юлианович
|| белорус
|| город Пинск
|| 19.03
1944
|| 
|| командир бригады
|| гвардии полковник
|| 16 (29) сентября 1908 года — 4 февраля 1944 года
| align=center |11090
|-
|178
|| 
|| Корж
Василий Захарович
|| белорус
|| деревня Хоростово
Солигорский район
Минской области
|| 15.08
1944
|| 
|| командир партизанского соединения
|| генерал-майор
|| 20 декабря 1898 года (1 января 1899) — 5 мая 1967 года
| align=center |3391
|-bgcolor=#D5D5D5
|179
|| 
|| Корзун
Андрей Григорьевич
|| украинец
|| деревня Дубровка
Наровлянский район
Гомельской области
|| 21.02
1944
|| 
|| орудийный номер
|| гвардии рядовой
|| 29 ноября (12 декабря) 1911 года — 5 ноября 1943 года
| align=center |12344
|-bgcolor=#D5D5D5
|180
|| 
|| Корнев
Леонид Семёнович
|| русский
|| деревня Спас-Слобода
Полоцкий район
Витебской области
|| 24.03
1945
|| 
|| заместитель командира батальона
|| гвардии старший лейтенант
|| 1915 год — 20 октября 1944 года
| align=center |
|-
|181
|| 
|| Королёв
Николай Филиппович
|| белорус
|| деревня Аминовичи
Осиповичский район
Могилёвской области
|| 1.01.
1944
|| 
|| командир партизанской военно-оперативной группы
|| генерал-майор
|| 18 июня (1 июля) 1906 года — 7 апреля 1972 года
| align=center |7521
|-
|182
|| 
|| Королёв
Павел Михайлович
|| белорус
|| деревня Крицкие
Шумилинский район
Витебской области
|| 1.01.
1944
|| 
|| командир батареи
|| капитан
|| 16 (29) июля 1915 года — 1 марта 1998 года
| align=center |10067
|-bgcolor=#D5D5D5
|183
|| 
|| Костючек
Пётр Васильевич
|| белорус
|| деревня Рыбцы
Пуховичский район
Минской области
|| 24.03
1945
|| 
|| телефонист
|| гвардии рядовой
|| сентябрь 1923 года — 14 января 1945 года
| align=center |12543
|-bgcolor=#D5D5D5
|184
|| 
|| Котловец
Михаил Павлович
|| белорус
|| деревня Скрыгалов
Мозырский район
Гомельской области
|| 24.03
1945
|| 
|| командир батальона
|| гвардии капитан
|| 12 (25) октября 1914 года — 6 октября 1944 года
| align=center |8282
|-
|185
|| 
|| Котченко
Фёдор Петрович
|| белорус
|| деревня Смаково
Витебский район
Витебской области
|| 1.01
1944
|| 
|| командир подрывной группы, заместитель комиссара отряда по комсомолу, член подпольного горкома комсомола
||
|| 15 мая 1918 года — 17 июля 1995 года
| align=center |3383
|-
|186
|| 
|| Кравцов
Ольгерд Тихонович
|| белорус
|| деревня Заболотье
Буда-Кошелёвский р-н
Гомельской области
|| 10.04
1945
|| 
|| командир батальона
|| майор
|| 23 июня (6 июля) 1912 года — 12 декабря 1993 года
| align=center |322
|-bgcolor=#D5D5D5
|187
|| 
|| Крайко
Алексей Иванович
|| русский
|| деревня Равнополье
Пуховичский район
Минской области
|| 18.05
1943
|| 
|| стрелок
|| гвардии рядовой
|| 5 (18) мая 1911 года — 6 марта 1943 года
| align=center |
|-
|188
|| 
|| Красник
Иван Михайлович
|| белорус
|| деревня Иванск
Чашникский район
Витебской области
|| 31.05
1945
|| 
|| командир полка
|| гвардии подполковник
|| 17 (30) июля 1906 года — 8 февраля 1959 года
| align=center |11153
|-
|189
|| 
|| Красовский
Степан Акимович
|| русский
|| деревня Глухи
Быховский район
Могилёвской области
|| 29.05
1945
|| 
|| командир армией
|| генерал-полковник
|| 7 (20) августа 1897 года — 21 апреля 1983 года
| align=center |611
|-
|190
|| 
|| Кремер
Симон Давидович
|| еврей
|| город Гомель
|| 23.08
1944
|| 
|| командир бригады
|| гвардии полковник
|| 29 января (10 февраля) 1900 года — 1 ноября 1991 года
| align=center |10693
|-bgcolor=#D5D5D5
|191
|| 
|| Кривонос
Павел Ананьевич
|| белорус
|| деревня Ольховка
Кличевский район
Могилёвской области
|| 24.03
1945
|| 
|| командир взвода
|| младший лейтенант
|| 1920 год — 23 июня 1944 года
| align=center |
|-bgcolor=#D5D5D5
|192
|| 
|| Кругликов
Никита Кононович
|| белорус
|| деревня Залесье
Чечерский район
Гомельской области
|| 10.01
1944
|| 
|| командир взвода
|| лейтенант
|| 6 (19) мая 1914 года — 8 декабря 1943 года
| align=center |3097
|-
|193
|| 
|| Крумин
Иван Андреевич
|| латыш
|| город Городок
|| 30.10
1943
|| 
|| командир взвода
|| лейтенант
|| 13 (26) сентября 1915 года — 11 марта 2003 года
| align=center |10066
|-
|194
|| 
|| Крюков
Иван Игнатьевич
|| белорус
|| деревня Чернова
Червенский район
Минской области
|| 10.01
1944
|| 
|| старший водитель
|| ефрейтор
|| 28 декабря 1909 года (10 января 1910) — 20 июня 1994 года
| align=center |4803
|-
|195
|| 
|| Ксендзов
Григорий Васильевич
|| белорус
|| деревня Речки
Ветковский район
Гомельской области
|| 15.05
1946
|| 
|| штурман эскадрильи
|| гвардии капитан
|| 10 (23) апреля 1916 года — 1 ноября 2006 года
| align=center |
|-
|196
|| 
|| Кулагин
Андрей Михайлович
|| белорус
|| деревня Старое Закружье
Ветковский район
Гомельской области
|| 01.07
1944
|| 
|| заместитель командира эскадрильи
|| старший лейтенант
|| 4 сентября 1921 года — 9 августа 1980 года
| align=center |9990
|-bgcolor=#D5D5D5
|197
|| 
|| Куприянов
Пётр Иванович
|| белорус
|| город Жодино
|| 24.03
1945
|| 
|| разведчик
|| ефрейтор
|| 1926 год — 2 ноября 1944 года
| align=center |4261
|-bgcolor=#D5D5D5
|198
|| 
|| Куриленко
Владимир Тимофеевич
|| русский
|| деревня Бабиничи
Витебский район
Витебской области
|| 1.09
1942
|| 
|| подрывник
||
|| 25 декабря 1924 года — 13 мая 1942 года
| align=center |1693
|-
|199
|| 
|| Кухарев
Фёдор Яковлевич
|| белорус
|| деревня Антоновка
Добрушский район
Гомельской области
|| 15.08
1944
|| 
|| командир диверсионной группы
||
|| 18 марта 1924 года — 20 мая 1946 года
| align=center |8029
|-
|200
|| 
|| Кучинский
Михаил Иванович
|| белорус
|| деревня Присно
Могилёвский район
Могилёвской области
|| 23.02
1945
|| 
|| заместитель командира эскадрильи
|| капитан
|| 10 (23) декабря 1911 года — 1 января 1995 года
| align=center |
|-bgcolor=#D5D5D5
|201
|| 
|| Лавринович
Владимир Степанович
|| белорус
|| деревня Порса
Вилейский район
Минской области
|| 19.04
1945
|| 
|| пулемётчик
|| сержант
|| 1913 год — 31 января 1945 года
| align=center |12658
|-
|202
|| 
|| Лавринович
Эдуард Викторович
|| белорус
|| деревня Кулаково
Верхнедвинский район
Витебской области
|| 15.08
1944
|| 
|| командир взвода
|| капитан
|| 12 (25) октября 1909 года — 12 марта 1982 года
| align=center |7793
|-
|203
|| 
|| Ладутько
Иван Иванович
|| белорус
|| деревня Старый Пруд
Червенский район
Минской области
|| 27.02
1945
|| 
|| командир батальона
|| гвардии майор
|| 15 (28) октября 1916 года — 8 января 2011 года
| align=center |10454
|-
|204
|| 
|| Лапенков
Иван Адамович
|| белорус
|| деревня Яськовичи
Дрибинский район
Могилёвской области
|| 23.09
1944
|| 
|| заместитель командира батальона
|| гвардии старший лейтенант
|| 2 (15) января 1912 года — 6 декабря 1972 года
| align=center |11463
|-
|205
|| 
|| Леонович
Иван Семёнович
|| белорус
|| деревня Слободка
Дзержинский район
Минской области
|| 2.11
1944
|| 
|| заместитель командира эскадрильи
|| гвардии старший лейтенант
|| 14 ноября 1920 года — 13 января 1946 года
| align=center |3966
|-
|206
|| 
|| Лещинский
Адам Брониславович
|| белорус
|| деревня Якубовичи
Копыльский район
Минской области
|| 10.01
1944
|| 
|| командир батареи
|| лейтенант
|| 24 декабря 1920 года — 8 сентября 2006 года
| align=center |12570
|-bgcolor=#D5D5D5
|207
|| 
|| Лизюков
Александр Ильич
|| русский
|| город Гомель
|| 5.08
1941
|| 
|| начальник штаба группы войск
|| полковник
|| 13 (26) марта 1900 года — 23 июля 1942 года
| align=center |1520
|-bgcolor=#D5D5D5
|208
|| 
|| Лизюков
Пётр Ильич
|| русский
|| город Гомель
|| 5.08
1941
|| 
|| командир бригады
|| полковник
|| 20 января (2 февраля) 1909 года — 30 января 1945 года
| align=center |1519
|-
|209
|| 
|| Липунов
Александр Яковлевич
|| русский
|| деревня Хвойня
Петриковский район
Гомельской области
|| 27.02
1945
|| 
|| помощник командира взвода
|| старшина
|| 12 (25) февраля 1906 года — 21 августа 1962 года
| align=center |12044
|-
|210
|| 
|| Лобанок
Владимир Елисеевич
|| белорус
|| деревня Остров
Пуховичский район
Минской области
|| 16.09
1943
|| 
|| командир партизанской бригады
|| полковник
|| 20 июня (3 июля) 1907 года — 4 ноября 1984 года
| align=center |9733
|-bgcolor=#D5D5D5
|211
|| 
|| Ловенецкий
Степан Александрович
|| белорус
|| деревня Филатово
Круглянский район
Могилёвской области
|| 28.04
1945
|| 
|| механик-водитель
|| сержант
|| 26 октября 1923 года — 24 октября 1944 года
| align=center |11030
|-
|212
|| 
|| Лопатин
Антон Иванович
|| русский
|| деревня Каменная
Брестский район
Брестской области
|| 19.04
1945
|| 
|| командир корпуса
|| гвардии генерал-лейтенант
|| 5 (18) января 1897 года — 9 апреля 1965 года
| align=center |1807
|-bgcolor=#D5D5D5
|213
|| 
|| Лорченко
Леонид Дмитриевич
|| белорус
|| город Могилёв
|| 8.05
1965
|| 
|| член партизанского отряда
||
|| 24 июля 1925 года — 18 июля 1943 года
| align=center |3002
|-
|214
|| 
|| Луговской
Дмитрий Иванович
|| белорус
|| город Витебск
|| 13.04
1944
|| 
|| заместитель командира эскадрильи
|| старший лейтенант
|| 17 ноября 1918 года — 2 мая 1989 года
| align=center |
|-bgcolor=#D5D5D5
|215
|| 
|| Луговской
Николай Петрович
|| белорус
|| деревня Реучье
Толочинский район
Витебской области
|| 22.07
1944
|| 
|| командир батальона
|| капитан
|| 1 (14) декабря 1911 года — 23 июня 1944 года
| align=center |6855
|-
|216
|| 
|| Лузгин
Алексей Андреевич
|| белорус
|| деревня Загородье
Толочинский район
Витебской области
|| 15.05
1946
|| 
|| командир звена
|| гвардии лейтенант
|| 1 февраля 1920 года — 10 января 1977 года
| align=center |
|-bgcolor=#D5D5D5
|217
|| 
|| Лукашевич
Алексей Стефанович
|| белорус
|| деревня Черноосово
Крупский район
Минской области
|| 15.08
1944
|| 
|| разведчик-подрывник
||
|| 3 июня 1924 года — 13 ноября 1943 года
| align=center |11029
|-
|218
|| 
|| Лусто
Михаил Васильевич
|| русский
|| город Могилёв
|| 27.06
1945
|| 
|| командир эскадрильи
|| гвардии старший лейтенант
|| 21 сентября 1921 года — 16 марта 1979 года
| align=center |7089
|-bgcolor=#D5D5D5
|219
|| 
|| Луцевич
Андрей Филиппович
|| белорус
|| деревня Зазерье
Пуховичский район
Минской области
|| 22.07
1944
|| 
|| командир орудия
|| гвардии старший сержант
|| 28 июля (10 августа) 1919 года — 17 июля 1944 года
| align=center |4499
|-
|220
|| 
|| Лытин
Дмитрий Константинович
|| русский
|| деревня Малые Жаберичи
Крупский район
Минской области
|| 24.03
1945
|| 
|| командир отделения
|| гвардии старший сержант
|| 1920 год — 11 ноября 1954 года
| align=center |12468
|-bgcolor=#D5D5D5
|221
|| 
|| Лышеня
Захар Григорьевич
|| белорус
|| деревня Пласток
Любанский район
Минской области
|| 27.06
1945
|| 
|| командир отделения
|| гвардии старшина
|| 1917 год — 8 февраля 1945 года
| align=center |4526
|-
|222
|| 
|| Мазаник
Елена Григорьевна
|| белоруска
|| деревня Поддегтярня
Пуховичский район
Минской области
|| 29.10
1943
|| 
|| член партизанского отряда
||
|| 22 марта (4 апреля) 1914 года — 7 апреля 1996 года
| align=center |1001
|-bgcolor=#D5D5D5
|223
|| 
|| Майстренко
Борис Александрович
|| белорус
|| город Осиповичи
|| 24.03
1945
|| 
|| командир танка
|| лейтенант
|| 1 декабря 1923 года — 15 января 1945 года
| align=center |7093
|-
|-bgcolor=#D5D5D5
|224
|| 
|| Макеёнок
Иван Андреевич
|| белорус
|| деревня Городиловичи
Верхнедвинский район
Витебской области
|| 20.04
1945
|| 
|| заместитель командира отделения
|| старшина
|| 1914 год — март 1944 года
| align=center |5170
|-
|225
|| 
|| Маковецкий
Фёдор Ефремович
|| русский
|| деревня Богдановка
Толочинский район
Витебской области
|| 17.03
1943
|| 
|| командир полка
|| подполковник
|| 12 (25) февраля 1899 года — 7 мая 1974 года
| align=center |1261
|-
|226
|| 
|| Малышев
Фёдор Алексеевич
|| белорус
|| деревня Заполье
Петриковский район
Гомельской области
|| 15.08
1944
|| 
|| командир диверсионной группы
|| капитан
|| 7 (20) апреля 1914 года — 1 мая 2005 года
| align=center |7172
|-
|227
|| 
|| Маневич
Лев Ефимович
|| еврей
|| город Чаусы
|| 20.02
1965
|| 
|| разведчик, член подпольных групп
|| полковник
|| 7 (20) августа 1898 года — 11 мая 1945 года
| align=center |2044
|-
|228
|| 
|| Манкович
Степан Степанович
|| белорус
|| деревня Березино
Докшицкий район
Витебской области
|| 1.01
1944
|| 
|| комиссар партизанской бригады, секретарь райкома КП(б)Б
||
|| 30 апреля (13 мая) 1905 года — 18 апреля 1978 года
| align=center |12652
|-bgcolor=#D5D5D5
|229
|| 
|| Мариненко
Татьяна Савельевна
|| белоруска
|| деревня Сухой Бор
Полоцкий район
Витебской области
|| 8.05
1965
|| 
|| разведчица и связная
||
|| 25 января 1920 года — 2 августа 1942 года
| align=center |2001
|-bgcolor=#D5D5D5
|230
|| 
|| Марцинкевич
Владимир Николаевич
|| белорус
|| город Крупки
|| 6.04
1945
|| 
|| командир дивизии
|| генерал-майор
|| 9 (22) марта 1896 года — 30 июля 1944 года
| align=center |10220
|-
|231
|| 
|| Масловская
Анна Ивановна
|| белоруска
|| деревня Курсевичи
Поставский район
Витебской области
|| 15.08
1944
|| 
|| помощник комиссара партизанского отряда
||
|| 6 января 1920 года — 11 ноября 1980 года
| align=center |2195
|-
|232
|| 
|| Массальский
Владимир Григорьевич
|| русский
|| город Речица
|| 13.02
1944
|| 
|| командир роты
|| капитан
|| 22 января 1920 года — 21 июля 1965 года
| align=center |6248
|-bgcolor=#D5D5D5
|233
|| 
|| Матюшев
Алексей Дмитриевич
|| белорус
|| деревня Овсище
Сенненский район
Витебской области
|| 4.06
1944
|| 
|| начальник штаба
|| майор
|| 1916 год — 19 сентября 1943 года
| align=center |10774
|-
|234
|| 
|| Мацапура
Сергей Степанович
|| украинец
|| деревня Гдень
Брагинский район
Гомельской области
|| 27.02
1945
|| 
|| механик-водитель
|| старшина
|| 15 февраля 1919 года — 17 марта 2009 года
| align=center |
|-bgcolor=#D5D5D5
|235
|| 
|| Мацкевич
Игнатий Викентьевич
|| белорус
|| деревня Заольша
Лиозненский район
Витебской области
|| 16.10
1943
|| 
|| командир роты
|| лейтенант
|| 15 (28) мая 1912 года — 26 сентября 1943 года
| align=center |7116
|-
|236
|| 
|| Мачульский
Роман Наумович
|| белорус
|| деревня Кривоносы
Стародорожский район
Минской области
|| 1.01
1944
|| 
|| секретарь обкома КП(б)Б, командир партизанских соединений
|| полковник
|| 17 (30) ноября 1903 года — 26 апреля 1990 года
| align=center |7335
|-
|237
|| 
|| Машеров
Пётр Миронович
|| белорус
|| деревня Ширки
Сенненский район
Витебской области
|| 15.08
1944
|| 
|| секретарь подпольного обкома комсомола, комиссар партизанской бригады
||
|| 26 февраля 1918 года — 4 октября 1980 года
| align=center |1394
|-bgcolor=#D5D5D5
|238
|| 
|| Мебш
Михаил Павлович
|| белорус
|| город Бобруйск
|| 20.04
1945
|| 
|| разведчик
|| матрос
|| 25 мая 1921 года — 27 марта 1944 года
| align=center |7158
|-
|-bgcolor=#D5D5D5
|239
|| 
|| Мельников
Андрей Иосифович
|| белорус
|| деревня Колбово
Кировский район
Могилёвской области
|| 17.10
1943
|| 
|| заместитель командира дивизиона
|| капитан
|| 1914 год — 28 октября 1943 года
| align=center |
|-
|240
|| 
|| Милютин
Андрей Степанович
|| белорус
|| деревня Церковище
Шкловский район
Могилёвской области
|| 15.05
1946
|| 
|| командир взвода
|| старший сержант
|| 15 февраля 1924 года — 12 июля 1985 года
| align=center |
|-
|241
|| 
|| Минин
Александр Александрович
|| белорус
|| деревня Орлея
Полоцкий район
Витебской области
|| 24.03
1945
|| 
|| разведчик
|| гвардии рядовой
|| 28 августа 1924 года — 2002 год
| align=center |
|-
|242
|| 
|| Минин
Яков Киреевич
|| белорус
|| деревня Шерстин
Ветковский район
Гомельской области
|| 4.02
1944
|| 
|| старший лётчик
|| младший сержант
|| 22 апреля 1922 года — 15 июня 1985 года
| align=center |9984
|-
|243
|| 
|| Минкевич
Франц Адольфович
|| белорус
|| город Минск
|| 29.03
1942
|| 
|| штурман полка
|| майор
|| 19 июля (1 августа) 1904 года — 17 января 1988 года
| align=center |5988
|-
|244
|| 
|| Мирковский
Евгений Иванович
|| белорус
|| город Минск
|| 5.11
1944
|| 
|| командир партизанского отряда
|| полковник
|| 18 (31) января 1904 года — 10 августа 1992 года
| align=center |2446
|-
|245
|| 
|| Можейко
Павел Викторович
|| белорус
|| деревня Сапожки
Кормянский район
Гомельской области
|| 29.06
1945
|| 
|| командир эскадрильи
|| майор
|| 15 (28) декабря 1911 года — 19 января 1987 года
| align=center |
|-
|246
|| 
|| Моисеев
Иван Тимофеевич
|| белорус
|| деревня Велюнь
Брестский район
Брестской области
|| 24.03
1945
|| 
|| командир батальона
|| капитан
|| 3 (16) августа 1910 года — 12 февраля 1976 года
| align=center |
|-
|247
|| 
|| Морозов
Дмитрий Кузьмич
|| русский
|| деревня Казимировка
Лоевский район
Гомельской области
|| 24.03
1945
|| 
|| командир полка
|| полковник
|| 17 (30) октября 1912 года — 20 января 1981 года
| align=center |5348
|-bgcolor=#D5D5D5
|248
|| 
|| Морозов
Михаил Ильич
|| белорус
|| город Борисов
|| 16.10
1943
|| 
|| командир батареи
|| старший лейтенант
|| 24 января 1922 года — 18 ноября 1943 года (пропал без вести)
| align=center |
|-
|249
|| 
|| Москаленко
Яков Романович
|| белорус
|| деревня Великие Автюки
Калинковичский район
Гомельской области
|| 24.03
1945
|| 
|| стрелок
|| рядовой
|| 2 марта 1922 года — 19 марта 1966 года
| align=center |
|-
|250
|| 
|| Мультан
Николай Николаевич
|| русский
|| деревня Некрасовщина
Ивацевичский район
Брестской области
|| 21.07
1944
|| 
|| командир корпуса
|| генерал-майор
|| 11 (24) ноября 1900 года — 19 сентября 1975 года
| align=center |2004
|-bgcolor=#D5D5D5
|251
|| 
|| Муравицкий
Лука Захарович
|| белорус
|| деревня Долгое
Солигорский район
Минской области
|| 22.10
1941
|| 
|| лётчик
|| старший лейтенант
|| 18 (31) декабря 1916 года — 30 ноября 1941 года
| align=center |646
|-
|252
|| 
|| Муравьёв
Михаил Васильевич
|| русский
|| деревня Наровчизна
Мозырский район
Гомельской области
|| 29.03
1944
|| 
|| командир батареи
|| младший лейтенант
|| 15 мая 1919 года — 19 мая 1981 года
| align=center |
|-
|253
|| 
|| Мухин
Василий Филиппович
|| белорус
|| деревня Кунторовка
Ветковский район
Гомельской области
|| 23.02
1945
|| 
|| командир звена
|| лейтенант
|| 18 (31) декабря 1917 года — 17 июля 1984 года
| align=center |9239
|-
|254
|| 
|| Мядзель
Михаил Маркович
|| белорус
|| деревня Задежье
Верхнедвинский район
Витебской области
|| 17.10
1943
|| 
|| парторг батальона
|| старший лейтенант
|| 4 (17) октября 1910 года — 21 января 1981 года
| align=center |10523
|-bgcolor=#D5D5D5
|255
|| 
|| Надточеев
Георгий Мефодиевич
|| белорус
|| деревня Красница
Быховский район
Могилёвской области
|| 13.04
1944
|| 
|| лётчик
|| гвардии младший сержант
|| ноябрь 1916 года — 25 апреля 1944 года
| align=center |
|-
|256
|| 
|| Наржимский
Владимир Александрович
|| белорус
|| деревня Тимковичи
Копыльский район
Минской области
|| 6.03
1945
|| 
|| командир эскадрильи
|| гвардии капитан
|| 1 (14) февраля 1915 года — 17 октября 1988 года
| align=center |6365
|-
|257
|| 
|| Наруцкий
Деонисий Сильвестрович
|| белорус
|| деревня Погост
Солигорский район
Минской области
|| 24.03
1945
|| 
|| командир полка
|| гвардии подполковник
|| 5 (18) октября 1904 года — 4 октября 1960 года
| align=center |6688
|-
|258
|| 
|| Наумчик
Николай Кузьмич
|| белорус
|| город Минск
|| 1.05
1943
|| 
|| командир эскадрильи
|| гвардии капитан
|| 2 (15) июля 1916 года — 17 февраля 1994 года
| align=center |6271
|-
|259
|| 
|| Невский
Николай Арсентьевич
|| русский
|| город Гомель
|| 21.02
1945
|| 
|| командир дивизиона
|| капитан
|| 22 февраля 1922 года — 27 октября 1989 года
| align=center |10844
|-
|260
|| 
|| Непочелович
Иван Борисович
|| белорус
|| деревня Ореховка
Стародорожский район
Минской области
|| 29.06
1945
|| 
|| старший лётчик
|| младший лейтенант
|| 15 января 1922 года — 1 февраля 1990 года
| align=center |
|-
|261
|| 
|| Нестеров
Иван Фирсович
|| белорус
|| деревня Толкачи
Шкловский район
Могилёвской области
|| 24.03
1945
|| 
|| заместитель командира батальона
|| гвардии старший лейтенант
|| 24 июня (7 июля) 1904 года — 1989 год
| align=center |
|-
|262
|| 
|| Нестерович
Павел Владимирович
|| белорус
|| деревня Енцы
Кормянский район
Гомельской области
|| 30.10
1943
|| 
|| сапёр
|| рядовой
|| 25 июня (8 июля) 1913 года — 7 сентября 1974 года
| align=center |7817
|-
|263
|| 
|| Нечаев
Арсентий Алексеевич
|| русский
|| деревня Блевчицы
Копыльский район
Минской области
|| 15.05
1946
|| 
|| командир батареи
|| гвардии старший лейтенант
|| 27 ноября (10 декабря) 1910 года — 7 апреля 1989 года
| align=center |7003
|-
|264
|| 
|| Никитин
Фёдор Прокофьевич
|| белорус
|| деревня Шпилевщина
Кировский район
Могилёвской области
|| 24.03
1945
|| 
|| командир отделения
|| сержант
|| 31 марта (13 апреля) 1913 года — 3 ноября 1979 года
| align=center |
|-
|265
|| 
|| Никифоров
Пётр Павлович
|| белорус
|| город Витебск
|| 27.06
1945
|| 
|| штурман полка
|| гвардии капитан
|| 16 (29) июля 1917 года — 7 апреля 1971 года
| align=center |
|-bgcolor=#D5D5D5
|266
|| 
|| Николаев
Иван Стефанович
|| белорус
|| город Климовичи
|| 15.05
1946
|| 
|| командир эскадрильи
|| гвардии майор
|| 15 (28) мая 1916 года — 11 апреля 1945 года
| align=center |
|-
|267
|| 
|| Новиков
Тит Парфёнович
|| русский
|| деревня Солтановка
Чечерский район
Гомельской области
|| 17.10
1943
|| 
|| командир роты
|| старший лейтенант
|| 25 февраля (10 марта) 1907 года — 5 апреля 1974 года
| align=center |6745
|-
|268
|| 
|| Новицкий
Евгений Гаврилович
|| белорус
|| деревня Коптевичи
Чашникский район
Витебской области
|| 6.03
1945
|| 
|| начальник парашютно-десантной службы
|| гвардии капитан
|| 2 (15) августа 1912 года — 23 октября 1997 года
| align=center |
|-
|269
|| 
|| Ольховский
Николай Иванович
|| белорус
|| деревня Межево
Оршанский район
Витебской области
|| 4.02
1944
|| 
|| командир эскадрильи
|| майор
|| 27 сентября (10 октября) 1909 года — 26 августа 1978 года
| align=center |391
|-
|270
|| 
|| Орловский
Кирилл Прокофьевич
|| русский
|| деревня Мышковичи
Кировский район
Могилёвской области
|| 20.09
1943
|| 
|| командир партизанского отряда
||
|| 18 (30) января 1895 года — 13 января 1968 года
| align=center |1326
|-bgcolor=#D5D5D5
|271
|| 
|| Орловский
Константин Иванович
|| белорус
|| город Быхов
|| 24.03
1945
|| 
|| командир батальона
|| капитан
|| 2 (15) декабря 1913 года — 22 июля 1944 года
| align=center |
|-
|272
|| 
|| Осипов
Кирилл Никифорович
|| белорус
|| деревня Зборов
Рогачёвский район
Гомельской области
|| 15.08
1941
|| 
|| секретарь партийного бюро
|| старший политрук
|| 20 января (2 февраля) 1907 года — 16 августа 1975 года
| align=center |5472
|-
|273
|| 
|| Осипова
Мария Борисовна
|| белоруска
|| деревня Серковица
Толочинский район
Витебской области
|| 29.10
1943
|| 
|| руководитель подпольной группы
||
|| 14 (27) декабря 1908 года — 5 февраля 1999 года
| align=center |1009
|-bgcolor=#D5D5D5
|274
|| 
|| Оскаленко
Дмитрий Ефимович
|| белорус
|| деревня Следюки
Быховский район
Могилёвской области
|| 14.02
1943
|| 
|| командир звена
|| старший лейтенант
|| 7 ноября 1920 года — 26 сентября 1942 года
| align=center |
|-
|275
|| 
|| Осташенко
Фёдор Афанасьевич
|| белорус
|| деревня Большая Любщина
Витебский район
Витебской области
|| 28.08
1945
|| 
|| командир корпуса
|| генерал-майор
|| 7 (19) июня 1896 года — 27 октября 1976 года
| align=center |3810
|-bgcolor=#D5D5D5
|276
|| 
|| Павлович
Иван Михайлович
|| белорус
|| деревня Старое Село
Мстиславский район
Могилёвской области
|| 6.04
1945
|| 
|| заместитель командира дивизии
|| полковник
|| 24 февраля (7 марта) 1896 года — 20 июля 1944 года
| align=center |10739
|-
|277
|| 
|| Парахневич
Владимир Алексеевич
|| белорус
|| деревня Авсимовичи
Бобруйский район
Могилёвской области
|| 15.08
1944
|| 
|| командир диверсионной группы
|| младший лейтенант
|| 18 января 1918 года — 28 июля 1980 года
| align=center |3127
|-
|278
|| 
|| Пашкевич
Степан Афанасьевич
|| белорус
|| город Полоцк
|| 24.03
1945
|| 
|| командир отделения
|| сержант
|| 27 марта 1921 года — 7 марта 2014 года
| align=center |
|-
|279
|| 
|| Пенязьков
Дмитрий Никандрович
|| белорус
|| деревня Лыщенец
Гомельский район
Гомельской области
|| 29.06
1945
|| 
|| командир взвода
|| лейтенант
|| 28 сентября 1922 года — 3 ноября 2002 года
| align=center |
|-
|280
|| 
|| Перхорович
Франц Иосифович
|| белорус
|| деревня Залядье
Докшицкий район
Витебской области
|| 6.04
1945
|| 
|| командир армии
|| генерал-лейтенант
|| 15 (27) мая 1894 года — 11 октября 1961 года
| align=center |1849
|-
|281
|| 
|| Петрушевский
Александр Васильевич
|| русский
|| город Лунинец
|| 13.09
1944
|| 
|| командир корпуса
|| генерал-лейтенант
|| 15 (27) сентября 1898 года — 21 октября 1976 года
| align=center |3989
|-
|282
|| 
|| Петушков
Адам Захарович
|| белорус
|| деревня Федотова Буда
Климовичский район
Могилёвской области
|| 10.01
1944
|| 
|| командир взвода
|| старший лейтенант
|| 22 апреля 1918 года — 24 июля 1976 года
| align=center |5093
|-
|283
|| 
|| Петушков
Алексей Свиридович
|| белорус
|| деревня Федотова Буда
Климовичский район
Могилёвской области
|| 19.08
1944
|| 
|| заместитель командира полка
|| подполковник
|| 5 (18) октября 1913 года — 27 июля 1991 года
| align=center |7174
|-
|284
|| 
|| Пещенко
Андрей Семёнович
|| белорус
|| город Витебск
|| 15.05
1946
|| 
|| командир звена
|| лейтенант
|| 6 декабря 1921 года — 27 января 2006 года
| align=center |5022
|-
|285
|| 
|| Пилипенко
Михаил Корнеевич
|| белорус
|| деревня Дубровка
Хотимский район
Могилёвской области
|| 29.10
1943
|| 
|| командир отделения
|| младший сержант
|| 3 сентября 1924 года — 24 ноября 2009 года
| align=center |1165
|-
|286
|| 
|| Пилютов
Пётр Андреевич
|| русский
|| деревня Лучин
Рогачевский район
Гомельской области
|| 10.02
1943
|| 
|| заместитель командира полка
|| капитан
|| 10 (23) декабря 1906 года — 24 марта 1960 года
| align=center |1854
|-bgcolor=#D5D5D5
|287
|| 
|| Пинчук
Андрей Михайлович
|| белорус
|| деревня Рассвет
Октябрьский район
Гомельской области
|| 28.04
1945
|| 
|| командир батальона
|| гвардии майор
|| 14 (27) июля 1913 года — 24 декабря 1944 года
| align=center |
|-
|288
|| 
|| Пинчук
Николай Григорьевич
|| белорус
|| деревня Будёновка
Бобруйский район
Могилёвской области
|| 19.04
1945
|| 
|| заместитель командира эскадрильи
|| гвардии капитан
|| 4 февраля 1921 года — 12 января 1978 года
| align=center |388
|-
|289
|| 
|| Пищикевич
Борис Тарасович
|| белорус
|| деревня Сосновка
Слонимский район
Гродненской области
|| 30.10
1943
|| 
|| агитатор политотдела
|| майор
|| 12 (24) июля 1899 года — 15 января 1974 года
| align=center |6591|-
|-
|290
|| 
|| Подсадник
Николай Георгиевич
|| белорус
|| деревня Углы
Полоцкий район
Витебской области
|| 18.08
1945
|| 
|| командир звена
|| гвардии лейтенант
|| 1 января 1922 года — 24 ноября 1975 года
| align=center |
|-
|291
|| 
|| Половченя
Гавриил Антонович
|| белорус
|| деревня Лески
Стародорожский район
Минской области
|| 5.05
1942
|| 
|| заместитель командира батальона
|| капитан
|| 28 апреля (11 мая) 1907 года — 4 июня 1988 года
| align=center |5531
|-
|292
|| 
|| Полозов
Константин Николаевич
|| русский
|| город Витебск
|| 10.04
1945
|| 
|| командир роты
|| старший лейтенант
|| 13 (26) июня 1914 года — 10 сентября 1977 года
| align=center |3334
|-
|293
|| 
|| Пономарёв
Сергей Алексеевич
|| белорус
|| деревня Николаевка
Буда-Кошелёвский р-н
Гомельской области
|| 27.02
1945
|| 
|| старший адъютант
|| капитан
|| 18 (31) декабря 1908 года — 17 октября 1968 года
| align=center |
|-bgcolor=#D5D5D5
|294
|| 
|| Портянко
Андрей Антонович
|| белорус
|| деревня Дубровка
Крупский район
Минской области
|| 19.04
1945
|| 
|| пулемётчик
|| младший сержант
|| 10 (23) февраля 1906 года — 29 января 1945 года
| align=center |8586
|-
|295
|| 
|| Потеев
Николай Павлович
|| русский
|| город Рогачёв
|| 24.03
1945
|| 
|| командир роты
|| лейтенант
|| 16 мая 1919 года — 27 сентября 1972 года
| align=center |9776
|-
|296
|| 
|| Пурин
Павел Павлович
|| латыш
|| деревня Речица
Чериковский район
Могилёвской области
|| 6.04
1945
|| 
|| командир бригады
|| подполковник
|| 30 января (12 февраля) 1911 года — 7 мая 1977 года
| align=center |9314
|-bgcolor=#D5D5D5
|297
|| 
|| Пустельников
Семён Селиверстович
|| белорус
|| деревня Свистёлки
Оршанский район
Витебской области
|| 31.03
1945
|| 
|| пограничник
|| ефрейтор
|| 10 февраля 1921 года — 5 февраля 1945 года
| align=center |6731
|-
|298
|| 
|| Пшенный
Сергей Фомич
|| белорус
|| деревня Кушнеровка
Чашникский район
Витебской области
|| 24.03
1945
|| 
|| разведчик
|| гвардии старший лейтенант
|| 5 сентября 1922 года — 30 августа 1994 года
| align=center |4697
|-
|299
|| 
|| Пятакович
Александр Францевич
|| белорус
|| город Сенно
|| 24.03
1945
|| 
|| командир взвода
|| старший лейтенант
|| 12 (25) декабря 1914 года — 9 июня 1988 года
| align=center |6671
|-
|300
|| 
|| Рабцевич
Александр Маркович
|| белорус
|| деревня Буда-Лозовая
Кировский район
Могилёвской области
|| 5.11
1944
|| 
|| командир партизанского отряда
|| капитан
|| 2 (14) марта 1898 года — 11 апреля 1961 года
| align=center |3139
|-
|302
|| 
|| Радкевич
Александр Иванович
|| белорус
|| деревня Болговичи
Копыльский район
Минской области
|| 20.12
1943
|| 
|| командир батальона
|| майор
|| 13 (26) августа 1913 года — 17 октября 1957 года
| align=center |9030
|-
|303
|| 
|| Ровчаков
Фёдор Фёдорович
|| белорус
|| деревня Кузьковичи
Быховский район
Могилёвской области
|| 24.03
1945
|| 
|| командир роты
|| старший лейтенант
|| 4 (17) сентября 1910 года — 20 апреля 1952 года
| align=center |12299
|-bgcolor=#D5D5D5
|304
|| 
|| Рогов
Михаил Сафронович
|| белорус
|| деревня Верхняя Олба
Жлобинский район
Гомельской области
|| 24.03
1945
|| 
|| командир эскадрона
|| старшина
|| 4 (17) октября 1916 года — 25 октября 1944 года
| align=center |
|-
|305
|| 
|| Романьков
Михаил Егорович
|| белорус
|| деревня Дубинка
Могилёвский район
Могилёвской области
|| 29.06
1945
|| 
|| командир пулемётного расчёта
|| младший сержант
|| 6 февраля 1926 года — 9 июля 1966 года
| align=center |
|-bgcolor=#D5D5D5
|306
|| 
|| Ромашко
Николай Васильевич
|| белорус
|| деревня Дусаевщина
Копыльский район
Минской области
|| 26.10
1944
|| 
|| заместитель командира полка
|| майор
|| 30 сентября (13 октября) 1913 года — 30 июня 1944 года
| align=center |9909
|-bgcolor=#D5D5D5
|307
|| 
|| Руденко
Иван Ильич
|| белорус
|| Климовичский район
Могилёвской области
|| 26.10
1944
|| 
|| заместитель командира полка
|| майор
|| 28 декабря 1905 года (10 января 1906) — 30 декабря 1941 года
| align=center |7739
|-
|308
|| 
|| Рудкин
Филипп Никитович
|| белорус
|| деревня Чёрная Сосна
Мстиславский район
Могилёвской области
|| 31.03
1945
|| 
|| командир бригады
|| полковник
|| 15 (27) ноября 1893 года — 12 октября 1954 года
| align=center |2006
|-
|309
|| 
|| Рыбак
Ульян Александрович
|| белорус
|| деревня Евсеевичи
Глусский район
Могилёвской области
|| 24.03
1945
|| 
|| помощник командира взвода
|| старшина
|| 1 января 1920 года — 14 августа 2009 года
| align=center |10356
|-
|310
|| 
|| Рыжов
Владимир Григорьевич
|| русский
|| деревня Моисеевщина
Борисовский район
Минской области
|| 10.04
1945
|| 
|| командир батальона
|| гвардии майор
|| 7 (20) мая 1914 года — 24 ноября 1974 года
| align=center |9265
|-
|311
|| 
|| Рябцев
Михаил Евсеевич
|| белорус
|| город Борисов
|| 27.06
1945
|| 
|| командир звена
|| гвардии старший лейтенант
|| 4 июня 1923 года — 26 октября 1989 года
| align=center |12418
|-
|312
|| 
|| Рябчевский
Михаил Фёдорович
|| белорус
|| деревня Болешино
Климовичский район
Могилёвской области
|| 1.11
1943
|| 
|| штурман полка
|| майор
|| 21 декабря 1911 года (3 января 1912) —31 марта 1979 года
| align=center |7145
|-
|313
|| 
|| Саладышев
Артём Иванович
|| белорус
|| деревня Лазаревичи
Быховский район
Могилёвской области
|| 24.03
1945
|| 
|| командир отделения
|| сержант
|| 23 августа (5 сентября) 1910 года — 27 января 1960 года
| align=center |6401
|-
|314
|| 
|| Самбук
Иван Елисеевич
|| белорус
|| деревня Рог
Петриковский район
Гомельской области
|| 16.10
1943
|| 
|| командир взвода
|| гвардии старший сержант
|| 28 июля 1919 года — 28 мая 1979 года
| align=center |8796
|-
|315
|| 
|| Самусев
Андрей Фёдорович
|| белорус
|| деревня Высокое
Рогачёвский район
Гомельской области
|| 30.10
1943
|| 
|| миномётчик
|| рядовой
|| 22 сентября (5 октября) 1908 года — 8 мая 1965 года
| align=center |7975
|-
|316
|| 
|| Свидерский
Савелий Алексеевич
|| белорус
|| деревня Деньгубка
Крупский район
Минской области
|| 29.06
1945
|| 
|| командир полка
|| полковник
|| 10 (23) апреля 1905 года — 13 мая 1977 года
| align=center |
|-
|-bgcolor=#D5D5D5
|317
|| 
|| Свидинский
Владимир Иванович
|| русский
|| город Витебск
|| 17.10
1943
|| 
|| командир роты
|| гвардии младший лейтенант
|| 20 мая 1923 года — 25 марта 1945 года
| align=center |6990
|-
|318
|| 
|| Свидинский
Иосиф Викентьевич
|| поляк
|| г. п. Белыничи
Белыничский район
Могилёвской области
|| 29.10
1943
|| 
|| разведчик
|| ефрейтор
|| 14 января 1918 года — 15 ноября 1996 года
| align=center |8861
|-bgcolor=#D5D5D5
|319
|| 
|| Семенцов
Михаил Иванович
|| белорус
|| посёлок Ильич
Гомельский район
Гомельской области
|| 28.09
1943
|| 
|| заместитель командира эскадрильи
|| гвардии старший лейтенант
|| 13 (26) декабря 1917 года — 12 февраля 1945 года
| align=center |
|-
|320
|| 
|| Семенюк
Иван Иванович
|| белорус
|| город Минск
|| 1.07
1944
|| 
|| командир эскадрильи
|| гвардии капитан
|| 2 (15) февраля 1917 года — 26 апреля 1973 года
| align=center |9766
|-
|321
|| 
|| Сеньков
Тит Григорьевич
|| белорус
|| деревня Старокожевка
Дрибинский район
Могилёвской области
|| 26.10
1944
|| 
|| штурман эскадрильи
|| гвардии капитан
|| 20 марта (2 апреля) 1917 года — 22 февраля 1985 года
| align=center |
|-bgcolor=#D5D5D5
|322
|| 
|| Сержантов
Иван Яковлевич
|| белорус
|| деревня Яковлевичи
Оршанский район
Витебской области
|| 24.08
1943
|| 
|| лётчик
|| гвардии лейтенант
|| 17 февраля 1919 года — 29 апреля 1943 года
| align=center |2466
|-
|323
|| 
|| Сикорский
Сергей Иванович
|| белорус
|| город Бобруйск
|| 1.01
1944
|| 
|| командир партизанского соединения, секретарь подпольного обкома партии
|| полковник
|| 29 августа (11 сентября) 1907 года — 28 апреля 1960 года
| align=center |9756
|-bgcolor=#D5D5D5
|324
|| 
|| Сильницкий
Михаил Фёдорович
|| белорус
|| деревня Заполье
Витебский район
Витебской области
|| 15.05
1942
|| 
|| пулемётчик
||
|| 20 октября 1920 года — 28 марта 1942 года
| align=center |7740
|-
|325
|| 
|| Синчуков
Пётр Сидорович
|| белорус
|| город Гомель
|| 19.04
1945
|| 
|| командир звена
|| гвардии старший лейтенант
|| 11 июля 1920 года — 10 октября 1987 год
| align=center |
|-
|326
|| 
|| Сиянин
Михаил Данилович
|| белорус
|| деревня Заболотье
Оршанский район
Витебской области
|| 17.11
1943
|| 
|| командир бригады
|| полковник
|| 4 (17) декабря 1901 года — 1 октября 1973 года
| align=center |
|-bgcolor=#D5D5D5
|327
|| 
|| Скрыганов
Викентий Васильевич
|| белорус
|| деревня Налейковичи
Рогачёвский район
Гомельской области
|| 6.04
1945
|| 
|| командир дивизии
|| гвардии генерал-майор
|| 9 (22) июня 1903 года — 27 января 1945 года
| align=center |8020
|-
|328
|| 
|| Скугарь
Владимир Антонович
|| белорус
|| деревня Жабыки
Костюковичский район
Гомельской области
|| 16.05
1944
|| 
|| заместитель командира эскадрильи
|| капитан
|| 2 (15) июля 1914 года — 14 апреля 2006 года
| align=center |
|-bgcolor=#D5D5D5
|329
|| 
|| Слонский
Евстафий Григорьевич
|| белорус
|| деревня Юрьево
Смолевичский район
Минской области
|| 10.01
1944
|| 
|| заместитель командира полка
|| гвардии майор
|| 23 апреля (5 мая) 1896 года — 28 сентября 1943 года
| align=center |
|-bgcolor=#D5D5D5
|330
|| 
|| Смоляков
Абрам Ефимович
|| еврей
|| город Кричев
|| 24.12
1943
|| 
|| заместитель командира полка
|| майор
|| 16 (29) мая 1908 года — 3 октября 1943 года
| align=center |3710
|-bgcolor=#D5D5D5
|331
|| 
|| Смолячков
Феодосий Артемьевич
|| белорус
|| деревня Подгорье
Быховский район
Могилёвской области
|| 6.02
1942
|| 
|| снайпер
|| рядовой
|| 12 июля 1923 года — 15 января 1942 года
| align=center |3464
|-
|332
|| 
|| Сморчков
Никита Иванович
|| русский
|| деревня Трофименки
Дубровенский район
Витебской области
|| 23.02
1945
|| 
|| командир эскадрильи
|| гвардии капитан
|| 17 (30) апреля 1916 года — 7 сентября 2002 года
| align=center |10546
|-
|333
|| 
|| Соболев
Иван Павлович
|| белорус
|| деревня Шапуры
Витебский район
Витебской области
|| 26.10
1943
|| 
|| командир отделения
|| подполковник
|| 29 октября (11 ноября) 1907 года — 27 октября 1989 года
| align=center |7398
|-
|334
|| 
|| Соляников
Анатолий Данилович
|| белорус
|| деревня Чурилово
Оршанский район
Витебской области
|| 19.08
1944
|| 
|| командир эскадрильи
|| старший лейтенант
|| 19 июля 1919 года — 8 сентября 2010 года
| align=center |11016
|-bgcolor=#D5D5D5
|335
|| 
|| Спивак
Моисей Лейвикович
|| еврей
|| город Наровля
|| 27.08
1943
|| 
|| адъютант командира полка
|| лейтенант
|| 25 января 1919 года — 23 июля 1943 года
| align=center |11250
|-
|336
|| 
|| Спириденко
Николай Кузьмич
|| белорус
|| деревня Березуха
Шумилинский район
Витебской области
|| 23.02
1945
|| 
|| командир эскадрильи
|| майор
|| 30 декабря 1916 года (12 января 1917) — 27 декабря 1980 года
| align=center |6559
|-
|337
|| 
|| Станкевич
Гемел Михайлович
|| белорус
|| деревня Селиба
Быховский район
Могилёвской области
|| 27.06
1945
|| 
|| командир взвода
|| младший лейтенант
|| 8 марта 1925 года — 5 января 1962 года
| align=center |10526
|-bgcolor=#D5D5D5
|338
|| 
|| Старовойтов
Михаил Антонович
|| белорус
|| деревня Якимовичи
Климовичский район
Могилёвской области
|| 3.06
1944
|| 
|| автоматчик
|| рядовой
|| 7 июня 1923 года — 11 апреля 1944 года
| align=center |
|-bgcolor=#D5D5D5
|339
|| 
|| Стемпковская
Елена Константиновна
|| русская
|| деревня Мазурщина
Солигорский район
Минской области
|| 15.05
1946
|| 
|| радист
|| младший сержант
|| 1921 год — 26 июня 1942 года
| align=center |1630
|-
|340
|| 
|| Степук
Семён Ефимович
|| белорус
|| деревня Городище
Петриковский район
Гомельской области
|| 10.01
1944
|| 
|| командир роты
|| старший лейтенант
|| 13 (26) января 1911 года — 11 марта 1988 года
| align=center |
|-
|341
|| 
|| Столяров
Николай Иванович
|| русский
|| город Кричев
|| 8.02
1943
|| 
|| заместитель командира эскадрильи
|| лейтенант
|| 20 мая 1919 года — 14 августа 1985 года
| align=center |2696
|-
|342
|| 
|| Стренаков
Прокофий Аверьянович
|| русский
|| деревня Гречухи
Жлобинский район
Гомельской области
|| 24.12
1943
|| 
|| командир взвода
|| лейтенант
|| 24 мая (6 июня) 1917 года — 12 октября 1961 года
| align=center |10887
|-
|343
|| 
|| Строчко
Иван Иванович
|| белорус
|| деревня Пожарище
Бешенковичский район
Витебской области
|| 23.09
1944
|| 
|| командир взвода
|| младший лейтенант
|| 10 октября 1919 года — 17 января 2001 года
| align=center |9884
|-
|344
|| 
|| Судиловский
Николай Петрович
|| русский
|| деревня Печары
Костюковичский район
Могилёвской области
|| 24.03
1945
|| 
|| командир отделения
|| старший сержант
|| 1914 год — январь 1963 года
| align=center |
|-
|345
|| 
|| Сурин
Мартын Акимович
|| белорус
|| деревня Рудное
Чашникский район
Витебской области
|| 24.03
1945
|| 
|| стрелок
|| рядовой
|| 4 (17) мая 1908 года — 24 апреля 1963 года
| align=center |
|-
|346
|| 
|| Сусько
Яков Егорович
|| белорус
|| деревня Чернявка
Хотимский район
Могилёвской области
|| 29.06
1945
|| 
|| командир эскадрильи
|| капитан
|| 5 (18) марта 1917 года — 25 февраля 2002 года
| align=center |4130
|-
|347
|| 
|| Суховаров
Дмитрий Гаврилович
|| белорус
|| деревня Жаковка
Дрибинский район
Могилёвской области
|| 10.01
1944
|| 
|| командир полка
|| подполковник
|| 30 мая (12 июня) 1904 года — 4 марта 1982 года
| align=center |13077
|-
|348
|| 
|| Сыдько
Михаил Петрович
|| белорус
|| деревня Синицкое Поле
Лельчицкий район
Гомельской области
|| 24.03
1945
|| 
|| командир полка
|| подполковник
|| 5 (18) сентября 1906 года — 30 апреля 1983 года
| align=center |10039
|-
|349
|| 
|| Сыченко
Пётр Фёдорович
|| русский
|| деревня Новое Заозёрье
Толочинский район
Витебской области
|| 14.02
1943
|| 
|| заместитель командира эскдарильи
|| капитан
|| 24 мая (6 июня) 1911 года —25 июня 1969 года
| align=center |6312
|-
|350
|| 
|| Сычков
Терентий Ефремович
|| белорус
|| деревня Хутор
Быховский район
Могилёвской области
|| 3.06
1944
|| 
|| командир роты
|| старший лейтенант
|| 6 января 1922 года — 21 декабря 2000 года
| align=center |10909
|-
|351
|| 
|| Тарловский
Василий Иванович
|| белорус
|| деревня Ачижа
Червенский район
Минской области
|| 22.07
1944
|| 
|| командир роты
|| гвардии старший лейтенант
|| 1 (14) августа 1902 года — 3 октября 1990 года
| align=center |3450
|-
|352
|| 
|| Телешев
Евгений Михайлович
|| русский
|| деревня Забайкал
Толочинский район
Витебской области
|| 23.10
1943
|| 
|| командир отделения
|| сержант
|| 19 апреля 1923 года — 29 марта 1997 года
| align=center |9160
|-bgcolor=#D5D5D5
|353
|| 
|| Темчук
Василий Иванович
|| белорус
|| деревня Дедово
Быховский район
Могилёвской области
|| 24.12
1943
|| 
|| орудийный номер
|| ефрейтор
|| 1920 год — 22 октября 1943 года
| align=center |11215
|-
|354
|| 
|| Терешков
Алексей Дмитриевич
|| белорус
|| деревня Корма
Добрушский район
Гомельской области
|| 6.04
1945
|| 
|| командир корпуса
|| генерал-майор
|| 5 (17) марта 1893 года — 18 марта 1960 года
| align=center |8238
|-
|355
|| 
|| Ткаченко
Михаил Николаевич
|| белорус
|| г. п. Бешенковичи
Витебской области
|| 6.04
1945
|| 
|| командир звена
|| лейтенант
|| 28 августа 1922 года — 9 марта 1948 года
| align=center |
|-bgcolor=#D5D5D5
|356
|| 
|| Товпеко
Александр Григорьевич
|| белорус
|| деревня Докторовичи
Копыльский район
Минской области
|| 21.07
1944
|| 
|| командир миномётного расчёта
|| старшина
|| 1914 год — 21 июня 1944 года
| align=center |
|-
|357
|| 
|| Толкачёв
Михаил Фёдорович
|| белорус
|| деревня Дубровка
Добрушский район
Гомельской области
|| 31.05
1945
|| 
|| командир батареи
|| старший лейтенант
|| 30 июня 1922 года — 10 ноября 1998 года
| align=center |
|-
|358
|| 
|| Толстиков
Павел Фёдорович
|| белорус
|| город Борисов
|| 5.05
1945
|| 
|| командир дивизии
|| гвардии генерал-майор
|| 13 (26) октября 1904 года — 24 апреля 1985 года
| align=center |3186
|-
|359
|| 
|| Томашевич
Николай Николаевич
|| белорус
|| деревня Новые Волосовичи
Лепельский район
Витебской области
|| 26.08
1944
|| 
|| командир танка
|| гвардии младший лейтенант
|| 13 мая 1921 года — 23 сентября 1983 года
| align=center |11370
|-
|360
|| 
|| Томашевский
Иван Герасимович
|| белорус
|| деревня Рудница
Сенненский район
Витебской области
|| 13.04
1944
|| 
|| штурман звена
|| гвардии старший лейтенант
|| 25 ноября 1918 года — 12 декабря 1994 года
| align=center |7182
|-
|361
|| 
|| Томиловский
Георгий Сергеевич
|| белорус
|| город Минск
|| 16.10
1943
|| 
|| командир полка
|| полковник
|| 20 июня (3 июля) 1913 года — 1 сентября 1990 года
| align=center |8322
|-
|362
|| 
|| Троян
Надежда Викторовна
|| белоруска
|| город Верхнедвинск
|| 29.10
1943
|| 
|| разведчица, медсестра
||
|| 24 октября 1921 года — 7 сентября 2011 года
| align=center |658
|-bgcolor=#D5D5D5
|363
|| 
|| Тумар
Виктор Андреевич
|| белорус
|| деревня Пелика
Смолевичский район
Минской области
|| 13.09
1944
|| 
|| стрелок
|| рядовой
|| 2 марта 1919 года — 30 мая 1944 года
| align=center |10370
|-
|364
|| 
|| Туснолобова-Марченко
Зинаида Михайловна
|| русская
|| деревня Шевцово
Полоцкий район
Витебской области
|| 6.12
1957
|| 
|| санитар
|| рядовой
|| 23 ноября 1920 года — 20 мая 1980 года
| align=center |1621
|-
|365
|| 
|| Туфтов
Иван Никитович
|| русский
|| деревня Городинец
Лепельский район
Витебской области
|| 13.09
1944
|| 
|| пулемётчик
|| рядовой
|| 11 (24) декабря 1912 года — 21 июля 1974 года
| align=center |11066
|-
|366
|| 
|| Тышевич
Владимир Александрович
|| белорус
|| город Витебск
|| 15.05
1946
|| 
|| заместитель командира эскадрильи
|| гвардии старший лейтенант
|| 27 мая 1923 года — 10 декабря 1980 года
| align=center |4128
|-
|367
|| 
|| Тюльга
Алексей Николаевич
|| белорус
|| деревня Клясино
Краснопольский район
Могилёвской области
|| 23.09
1944
|| 
|| разведчик
|| рядовой
|| 12 мая 1922 года — 17 ноября 1953 года
| align=center |4128
|-
|368
|| 
|| Угначёв
Фёдор Антонович
|| белорус
|| деревня Слобода
Горецкий район
Могилёвской области
|| 6.04
1945
|| 
|| командир отделения
|| старшина
|| 20 декабря 1912 года (2 января 1913) — 18 апреля 1986 года
| align=center |10336
|-bgcolor=#D5D5D5
|369
|| 
|| Уласовец
Александр Игнатьевич
|| белорус
|| деревня Лопатичи
Слуцкий район
Минской области
|| 26.10
1943
|| 
|| командир полка
|| гвардии подполковник
|| 26 июля (8 августа) 1901 года — 23 января 1945 года
| align=center |7514
|-
|370
|| 
|| Филимонов
Александр Андреевич
|| белорус
|| деревня Кучин
Кормянский район
Гомельской области
|| 27.06
1945
|| 
|| командир роты
|| гвардии старший лейтенант
|| 9 мая 1918 года — 31 декабря 2007 года
| align=center |8692
|-
|371
|| 
|| Фоминых
Евгений Иванович
|| русский
|| город Дзержинск
|| 29.05
1945
|| 
|| командир корпуса
|| генерал-майор
|| 11 (24) декабря 1906 года — 22 мая 1977 года
| align=center |1685
|-bgcolor=#D5D5D5
|372
|| 
|| Фурсов
Василий Егорович
|| русский
|| деревня Малые Хуторы
Краснопольский район
Могилёвской области
|| 17.11
1943
|| 
|| старшина роты
|| старшина
|| 10 марта 1920 года — 17 ноября 1943 года
| align=center |9909
|-bgcolor=#D5D5D5
|373
|| 
|| Харченко
Александр Корнеевич
|| русский
|| деревня Кищина Слобода
Борисовский район
Минской области
|| 24.03
1945
|| 
|| разведчик
|| старшина
|| 5 декабря 1918 года — 12 августа 1944 года
| align=center |
|-bgcolor=#D5D5D5
|374
|| 
|| Хигрин
Борис Львович
|| еврей
|| город Орша
|| 31.08
1941
|| 
|| командир дивизиона
|| капитан
|| 19 июля (1 августа) 1909 года — 5 июля 1941 года
| align=center |4836
|-
|375
|| 
|| Хмелевский
Аркадий Сильвестрович
|| белорус
|| деревня Осеевка
Минский район
Минской области
|| 10.04
1945
|| 
|| командир батальона
|| гвардии капитан
|| 3 февраля 1921 года — 15 января 1987 года
| align=center |
|-
|376
|| 
|| Холостяков
Георгий Никитич
|| белорус
|| город Барановичи
|| 7.05
1965
|| 
|| командир военно-морской базы
|| вице-адмирал
|| 4 (20) июля 1902 года — 22 июля 1983 года
| align=center |1071
|-
|377
|| 
|| Холявкин
Николай Алексеевич
|| белорус
|| деревня Иваки
Добрушский район
Гомельской области
|| 24.03
1945
|| 
|| заряжающий
|| гвардии сержант
|| 10 (23) декабря 1916 года — 21 марта 1998 года
| align=center |
|-bgcolor=#D5D5D5
|378
|| 
|| Хомченовский
Владимир Антонович
|| белорус
|| деревня Пироги
Дубровенский район
Витебской области
|| 8.05
1965
|| 
|| заместитель командира партизанского отряда
||
|| 1920 год — 19 декабря 1942 года
| align=center |7048
|-bgcolor=#D5D5D5
|379
|| 
|| Хоружая
Вера Захаровна
|| белоруска
|| город Бобруйск
|| 17.05
1960
|| 
|| член партизанских отрядов
||
|| 14 (27) сентября 1903 года — 4 декабря 1942 года
| align=center |295
|-
|380
|| 
|| Хотимский
Михаил Васильевич
|| русский
|| г. п. Шерешево
Пружанский район
Брестской области
|| 6.04
1945
|| 
|| командир бригады
|| полковник
|| 1 (14) февраля 1903 года — 25 ноября 1986 года
| align=center |8065
|-
|381
|| 
|| Худолеев
Григорий Александрович
|| белорус
|| деревня Изабелино
Кировский район
Могилёвской области
|| 22.07
1944
|| 
|| командир артиллерией
|| полковник
|| 9 (22) февраля 1902 года — 4 июня 1964 года
| align=center |9992
|-bgcolor=#D5D5D5
|382
|| 
|| Цариков
Борис Андреевич
|| белорус
|| город Гомель
|| 30.10
1943
|| 
|| разведчик
|| рядовой
|| 31 октября 1925 года — 13 ноября 1943 года
| align=center |2201
|-
|383
|| 
|| Царюк
Владимир Зенонович
|| белорус
|| деревня Большая Обрина
Кореличский район
Гродненской области
|| 15.08
1944
|| 
|| командир партизанского соединения
||
|| 8 (20) декабря 1899 года — 27 января 1957 года
| align=center |5887
|-
|384
|| 
|| Цирубин
Дмитрий Малахович
|| белорус
|| деревня Титовка
Климовичский район
Могилёвской области
|| 24.03
1945
|| 
|| командир бригады
|| гвардии майор
|| 2 (15) мая 1916 года — 6 марта 1996 года
| align=center |5922
|-
|385
|| 
|| Часнык
Николай Леонтьевич
|| русский
|| город Орша
|| 22.08
1944
|| 
|| заместитель командира эскадрильи
|| гвардии старший лейтенант
|| 26 октября 1921 года — 7 декабря 1993 года
| align=center |8254
|-bgcolor=#D5D5D5
|386
|| 
|| Черепнёв
Сергей Михайлович
|| белорус
|| деревня Шнитки
Лиозненский район
Витебской области
|| 18.09
1943
|| 
|| штурман эскадрильи
|| гвардии капитан
|| 1 сентября 1918 года — 14 июня 1944 года
| align=center |8470
|-
|387
|| 
|| Черкас
Людвиг Станиславович
|| белорус
|| город Полоцк
|| 27.02
1945
|| 
|| командир роты
|| гвардии старший лейтенант
|| 9 декабря 1923 года — 10 апреля 2002 года
| align=center |7996
|-
|388
|| 
|| Чернов
Кирилл Прокофьевич
|| белорус
|| деревня Омеленская Слобода
Бобруйский район
Могилёвской области
|| 24.12
1943
|| 
|| командир бригады
|| гвардии подполковник
|| 26 мая (8 июня) 1907 года — 18 октября 1972 года
| align=center |9598
|-bgcolor=#D5D5D5
|389
|| 
|| Черныш
Александр Иванович
|| белорус
|| деревня Кромовичи
Докшицкий район
Витебской области
|| 24.03
1945
|| 
|| командир роты
|| капитан
|| 30 января (12 февраля) 1917 года — 29 июня 1944 года
| align=center |
|-
|390
|| 
|| Чубуков
Семён Исакович
|| белорус
|| деревня Кузьминичи
Чаусский район
Могилёвской области
|| 10.03
1944
|| 
|| командир батальона
|| майор
|| 25 декабря 1906 года (7 января 1907) — 30 июня 1983 года
| align=center |
|-
|391
|| 
|| Шабан
Казимир Аркадьевич
|| белорус
|| деревня Шабаны
Минский район
Минской области
|| 2.08
1944
|| 
|| лётчик
|| старший лейтенант
|| 22 июня 1922 года — 9 июля 1945 года
| align=center |12301
|-bgcolor=#D5D5D5
|392
|| 
|| Шандалов
Юрий Абрамович
|| белорус
|| город Гомель
|| 15.05
1946
|| 
|| командир роты
|| старший лейтенант
|| 15 марта 1923 года — 16 апреля 1945 года
| align=center |
|-
|393
|| 
|| Шарко
Николай Филиппович
|| белорус
|| деревня Макавчицы
Дзержинский район
Минской области
|| 24.03
1945
|| 
|| командир роты
|| гвардии капитан
|| 2 января 1924 года — 4 июля 1997 года
| align=center |9757
|-
|394
|| 
|| Шелепень
Александр Кириллович
|| белорус
|| деревня Заборье
Россонский район
Витебской области
|| 15.05
1946
|| 
|| командир батареи
|| старший лейтенант
|| 13 октября 1918 года — 12 июня 1964 года
| align=center |3564
|-bgcolor=#D5D5D5
|395
|| 
|| Шелушков
Григорий Иванович
|| белорус
|| деревня Рудня Бронская
Рогачёвский район
Гомельской области
|| 8.05
1965
|| 
|| секретарь подпольного обкома
||
|| 7 (19) мая 1899 года — 23 мая 1943 года
| align=center |2445
|-
|396
|| 
|| Шеменков
Афанасий Дмитриевич
|| белорус
|| деревня Гнилица
Краснопольский район
Могилёвской области
|| 6.04
1945
|| 
|| командир дивизии
|| генерал-майор
|| 10 (22) февраля 1896 года — 8 марта 1972 года
| align=center |2708
|-bgcolor=#D5D5D5
|397
|| 
|| Шестаков
Михаил Денисович
|| белорус
|| деревня Нача
Крупский район
Минской области
|| 5.11
1942
|| 
|| командир батальона
|| капитан
|| 21 октября (3 ноября) 1907 года — 12 мая 1942 года
| align=center |7725
|-
|398
|| 
|| Шило
Михаил Давыдович
|| белорус
|| деревня Овзичи
Ивановский район
Брестской области
|| 27.02
1945
|| 
|| командир расчёта
|| младший сержант
|| 9 ноября 1920 года — 22 декабря 1998 года
| align=center |
|-bgcolor=#D5D5D5
|399
|| 
|| Шиндиков
Николай Фомич
|| русский
|| деревня Лебяжинское
Горецкий район
Могилёвской области
|| 27.02
1945
|| 
|| механик-водитель
|| гвардии сержант
|| 30 октября 1925 года — 28 февраля 1945 года
| align=center |
|-bgcolor=#D5D5D5
|400
|| 
|| Шмыгун
Аркадий Карпович
|| белорус
|| деревня Старая Шараёвщина
Бобруйский район
Могилёвской области
|| 31.05
1945
|| 
|| командир полка
|| майор
|| 23 октября (5 ноября) 1908 года — 16 апреля 1945 года
| align=center |11293
|-
|401
|| 
|| Шмырёв
Минай Филиппович
|| белорус
|| деревня Пунище
Витебский район
Витебской области
|| 15.08
1944
|| 
|| командир партизанского отряда и партизанской бригады
||
|| 10 (23) декабря 1891 года — 3 сентября 1964 года
| align=center |1916
|-bgcolor=#D5D5D5
|402
|| 
|| Шпетный
Павел Иванович
|| украинец
|| деревня Гдень
Брагинский район
Гомельской области
|| 10.01
1944
|| 
|| командир взвода
|| гвардии старший лейтенант
|| 1913 год — 13 июля 1943 года
| align=center |12438
|-
|403
|| 
|| Шутт
Николай Константинович
|| белорус
|| г. п. Плещеницы
Логойский район
Минской области
|| 4.02
1944
|| 
|| помощник командира полка
|| старший лейтенант
|| 17 (30) декабря 1916 года — 30 марта 1977 года
| align=center |7589
|-
|404
|| 
|| Юрченко
Егор Артёмович
|| белорус
|| деревня Полыковичи
Могилёвский район
Могилёвской области
|| 29.10
1943
|| 
|| полковой инженер
|| капитан
|| 3 февраля 1919 года — 12 января 1981 года
| align=center |5008
|-bgcolor=#D5D5D5
|405
|| 
|| Юхновец
Арсентий Гаврилович
|| белорус
|| деревня Береснёвка
Докшицкий район
Витебской области
|| 25.09
1944
|| 
|| помощник командира взвода
|| старшина
|| 28 июля (10 августа) 1916 года — 20 августа 1944 года
| align=center |
|-
|406
|| 
|| Ялугин
Павел Владимирович
|| русский
|| деревня Яново
Лепельский район
Витебской области
|| 19.03
1944
|| 
|| старший адъютант
|| гвардии капитан
|| 8 (21) сентября 1910 года — 22 марта 1990 года
| align=center |8697
|-bgcolor=#D5D5D5
|407
|| 
|| Янушковский
Иван Иванович
|| русский
|| деревня Пыжи
Лиозненский район
Витебской области
|| 24.03
1945
|| 
|| командир полка
|| майор
|| 7 (20) мая 1913 года — 17 сентября 1944 года
| align=center |5922
|-
|colspan="11"|Советско-японская война 
|-
|1
|| 
|| Барташов
Макар Власович
|| белорус
|| город Жлобин
|| 14.09
1945
|| 
|| командир дивизии
|| полковник
|| 7 (20) сентября 1909 года — 7 февраля 1948 года
| align=center |2047
|-
|2
|| 
|| Зданович
Гавриил Станиславович
|| белорус
|| деревня Кривошин
Ляховичский район
Брестской области
|| 08.09
1945
|| 
|| командир дивизии
|| генерал-майор
|| 28 марта (10 апреля) 1900 года — 6 июля 1984 года
| align=center |2249
|-
|3
|| 
|| Кот
Василий Андреевич
|| белорус
|| деревня Найда
Житковичский район
Гомельской области
|| 8.09
1945
|| 
|| инструктор политотдела
|| старший лейтенант
|| 24 февраля (8 марта) 1916 года — 10 ноября 1998 года
| align=center |7315
|-bgcolor=#D5D5D5
|4
|| 
|| Ласкунов
Николай Алексеевич
|| белорус
|| деревня Станиславово
Шумилинский район
Витебской области
|| 8.09
1945
|| 
|| заместитель начальника оперативного отдела штаба
|| подполковник
|| 4 (17) мая 1911 года — 11 августа 1945 года
| align=center |7297
|-
|5
|| 
|| Почтарёв
Тимофей Алексеевич
|| белорус
|| деревня Колосы
Рогачёвский район
Гомельской области
|| 14.09
1945
|| 
|| оператор штаба береговой обороны
|| майор
|| 21 октября (3 ноября) 1913 года — 18 сентября 1992 года
| align=center |7328
|-
|colspan="11"|Корейская война 
|-bgcolor=#D5D5D5
|1
|| 
|| Стельмах
Евгений Михайлович
|| белорус
|| деревня Вязовница
Осиповичский район
Могилёвской области
|| 10.10
1951
|| 
|| старший лётчик
|| гвардии старший лейтенант
|| 11 мая 1923 года — 1 июня 1951 года
| align=center |4553
|-
|colspan="11"|Освоение новой военной техники 
|-
|1
|| 
|| Мухин
Валентин Григорьевич
|| русский
|| город Лепель
|| 22.07
1966
|| 
|| лётчик-испытатель
|| полковник
|| 20 декабря 1920 года — 13 апреля 2005 года
| align=center |5650
|-
|2
|| 
|| Стефановский
Пётр Михайлович
|| белорус
|| деревня Чирковичи
Светлогорский район
Гомельской области
|| 5.03
1948
|| 
|| заместитель начальника управления испытания самолётов
|| генерал-майор
|| 20 декабря 1902 года (2 января 1903) — 23 февраля 1976 года
| align=center |5228
|-
|3
|| 
|| Томко
Егор Андреевич
|| белорус
|| деревня Леоновцы
Миорский район
Витебской области
|| 4.11
1978
|| 
|| командир соединения подводных лодок
|| капитан 1-го ранга
|| 3 августа 1935 года — 1 апреля 2008 года
| align=center |2906
|-
|4
|| 
|| Холод
Валентин Васильевич
|| белорус
|| деревня Петровичи
Смолевичский район
Минской области
|| 21.12
1982
|| 
|| председатель Государственной комиссии Военно-Морского флота СССР
|| капитан 1-го ранга
|| 25 августа 1936 года — 25 июня 2018 года
| align=center |3857
|-
|colspan="11"|Борьба с преступностью 
|-bgcolor=#D5D5D5
|1
|| 
|| Ромашкин
Тимофей Терентьевич
|| белорус
|| деревня Марченки
Городокский район
Витебской области
|| 25.01
1954
|| 
|| бортмеханик
||
|| 15 апреля 1919 года — 8 января 1954 года
| align=center |2408
|-
|colspan="11"|Война в Афганистане (1979—1989) 
|-bgcolor=#D5D5D5
|1
|| 
|| Мельников
Андрей Александрович
|| белорус
|| город Могилёв
|| 28.06
1988
|| 
|| пулемётчик
|| гвардии рядовой
|| 11 апреля 1968 года — 8 января 1988 года
| align=center |1983
|-
|2
|| 
|| Пименов
Василий Васильевич
|| русский
|| город Витебск
|| 13.06
1984
|| 
|| командир батальона
|| гвардии майор
|| 27 марта 1954 года — 29 сентября 2005 года
| align=center |3040
|-bgcolor=#D5D5D5
|3
|| 
|| Чепик
Николай Петрович
|| белорус
|| деревня Блужа
Пуховичский район
Минской области
|| 28.04
1980
|| 
|| заместитель командира взвода
|| гвардии старший сержант
|| 16 апреля 1960 года — 29 февраля 1980 года
| align=center |2265
|-
|4
|| 
|| Щербаков
Василий Васильевич
|| белорус
|| деревня Казимирово
Полоцкий район
Витебской области
|| 28.04
1980
|| 
|| командир эскадрильи
|| майор
|| 20 апреля 1951 года — 28 июня 2010 года
| align=center |2260
|}

## Крепость-Герой и город-Герой
| № п/п | Фото                                             | Название           | Дата присвоения звания | Номер Указа |
| ----- | ------------------------------------------------ | ------------------ | ---------------------- | ----------- |
| 1     | Мемориальный комплекс «Брестская крепость-герой» | Брестская крепость | 8 мая 1965 года        | 3573-VI     |
| 2     |                                                  | Минск              | 26 июня 1974 года      | 6163-VIII   |